# Biserica reformată din Păltiniș

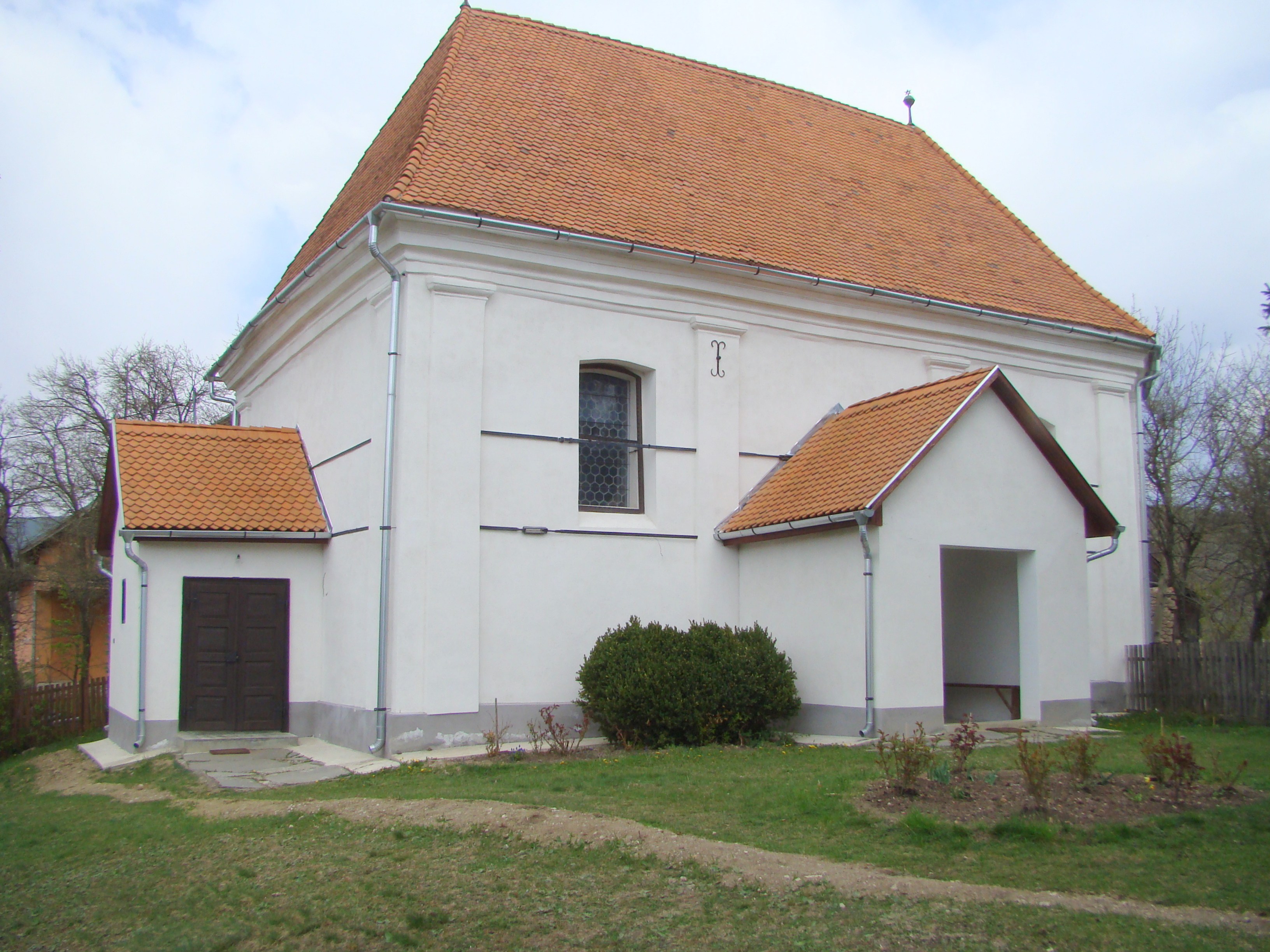
Biserica reformată din Păltiniș, comuna Lupeni, județul Harghita, foto: aprilie 2019.

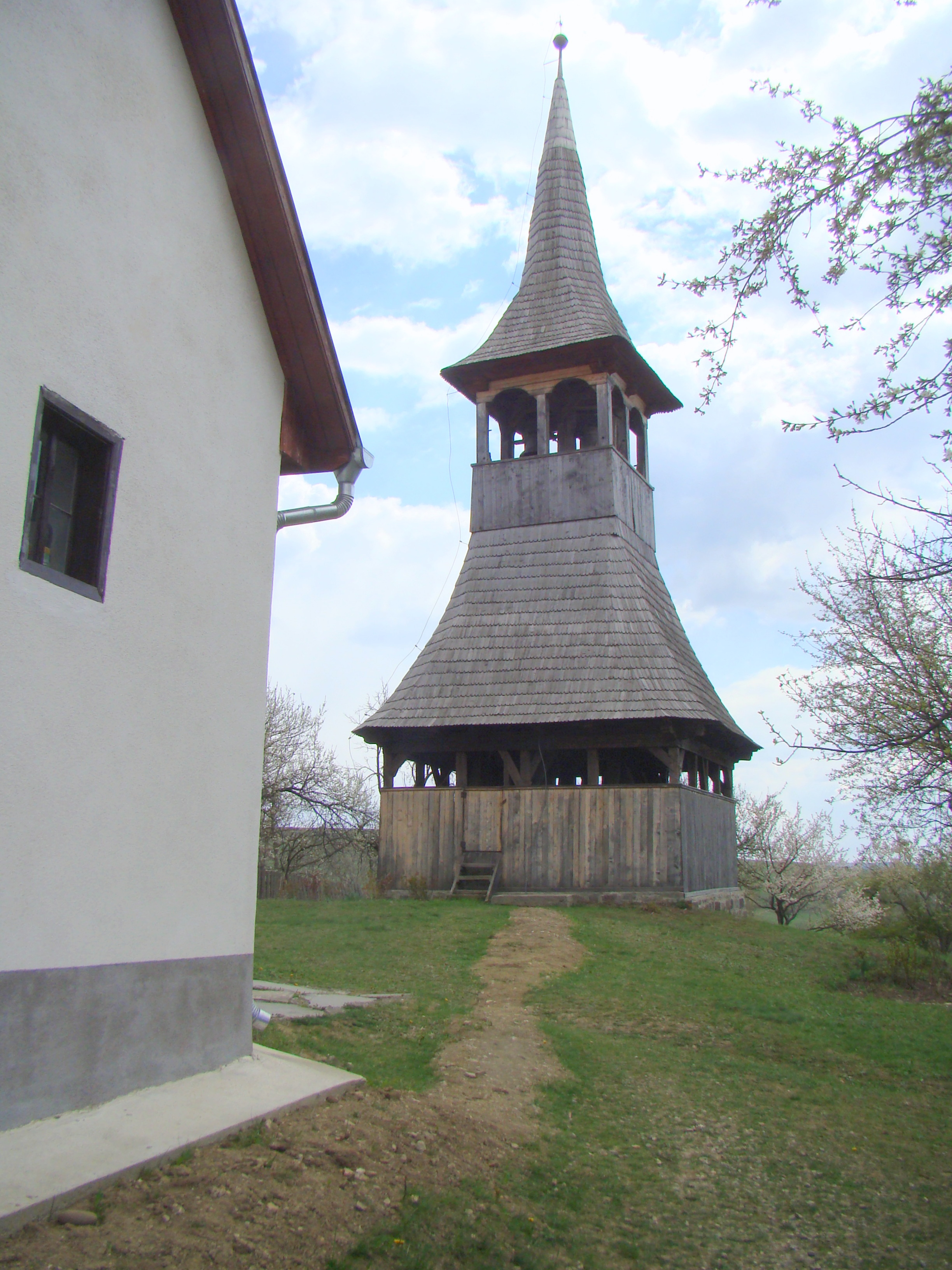
Clopotnița de lemn

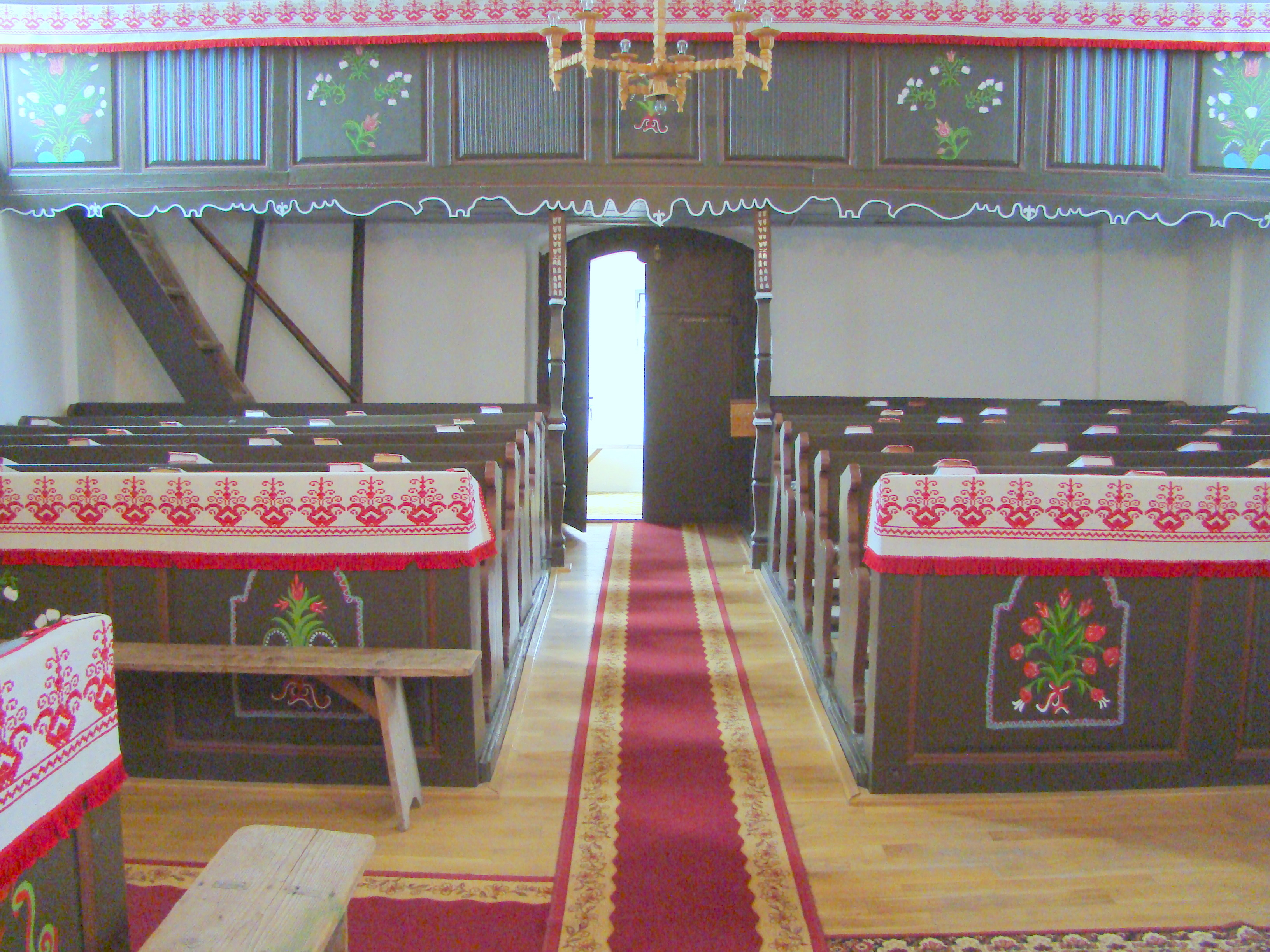
Interiorul bisericii reformate

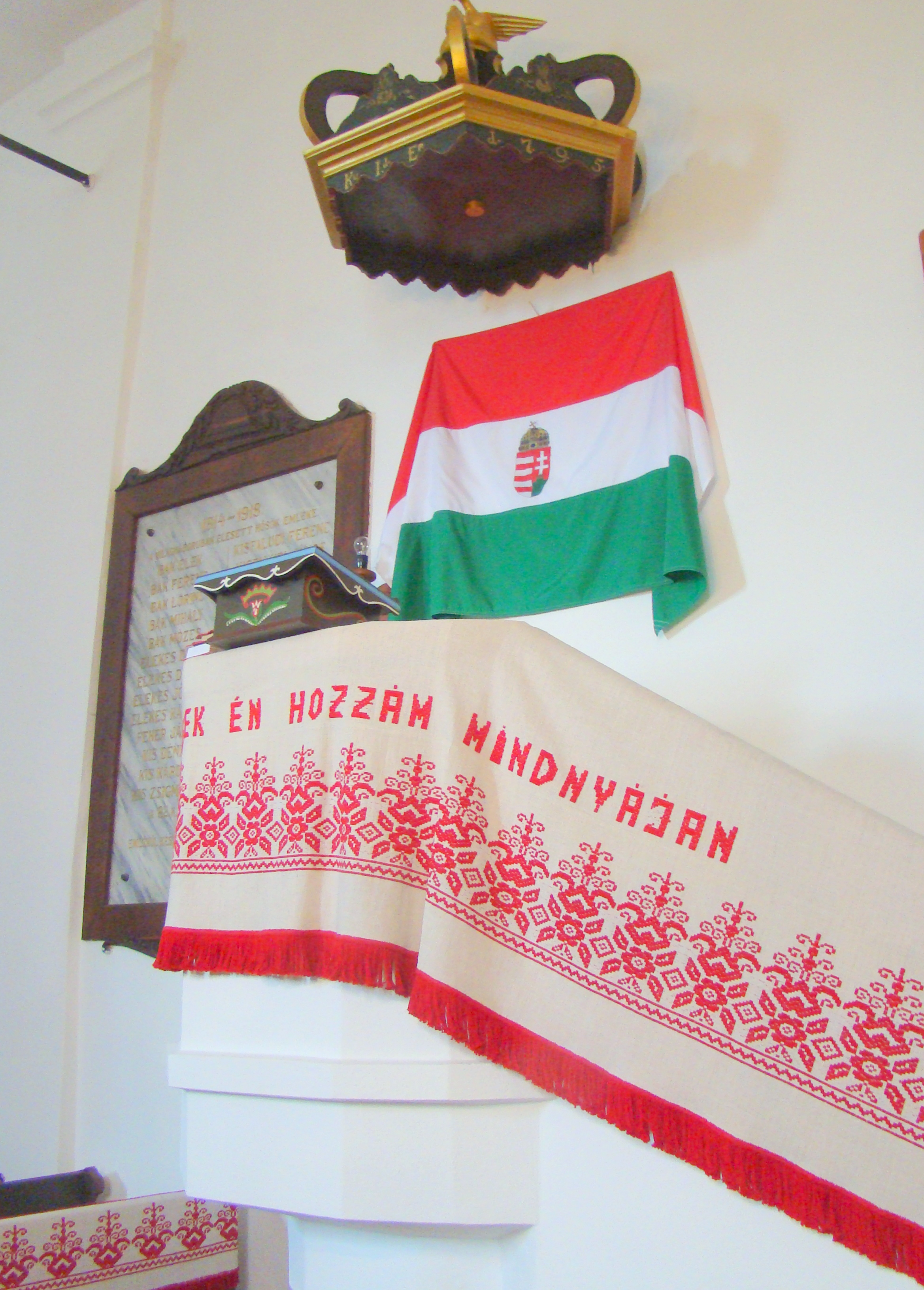
Amvonul

Biserica reformată din Păltiniș, comuna Lupeni, județul Harghita, datează din anul 1795. Biserica se află pe lista monumentelor istorice sub codul LMI: cod LMI HR-II-a-B-12921. 

## Localitatea
Păltiniș (maghiară Kecsed) este un sat în comuna Lupeni din județul Harghita, Transilvania, România.

## Biserica
Biserica a fost construită în anul 1795, aceeași datare corespunzând și clopotniței de lemn. În interior se remarcă, pe lângă amvon și Masa Domnului, stranele și parapetul corului, pictate în anul 1840.

## Imagini din exterior

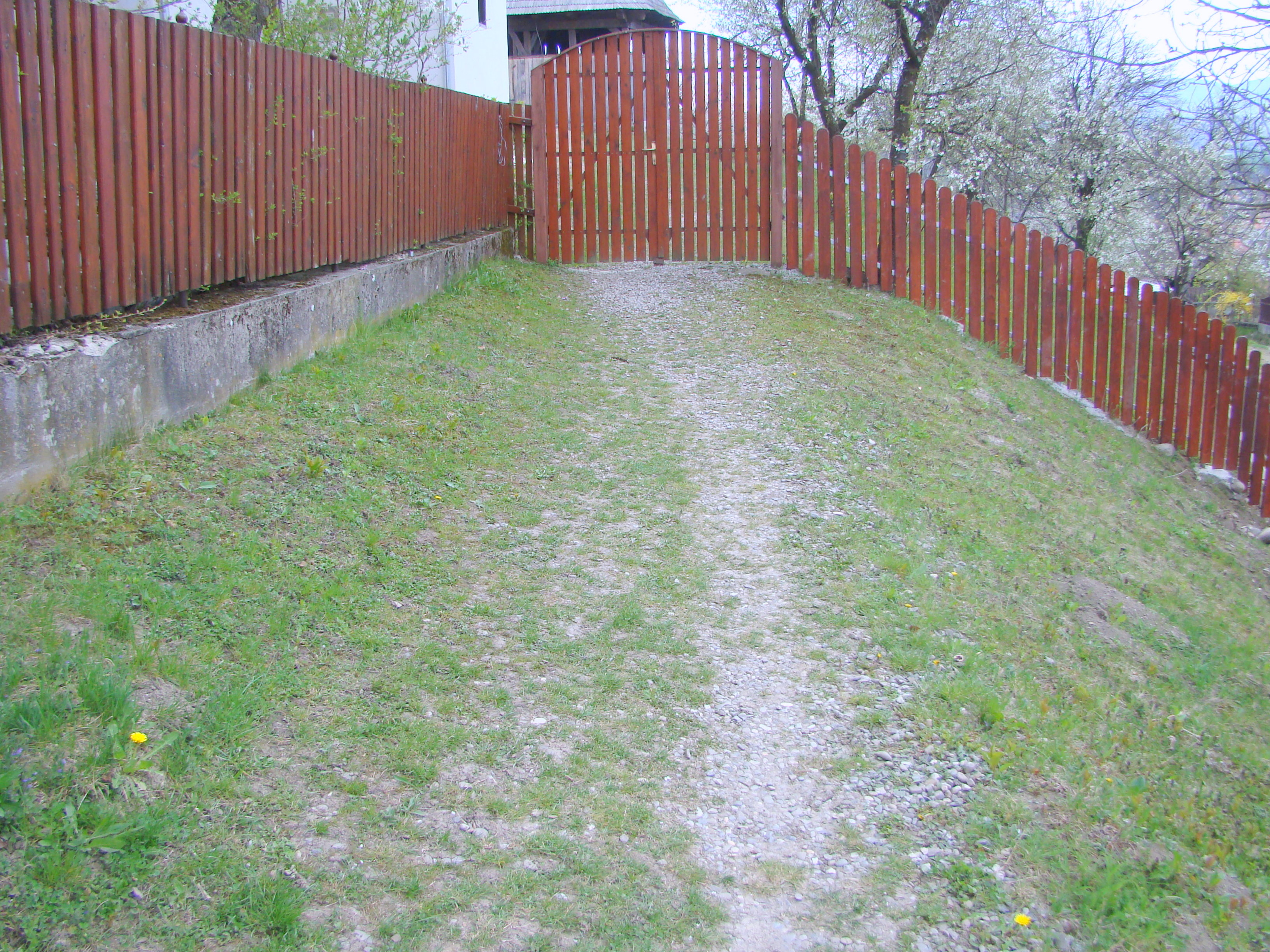
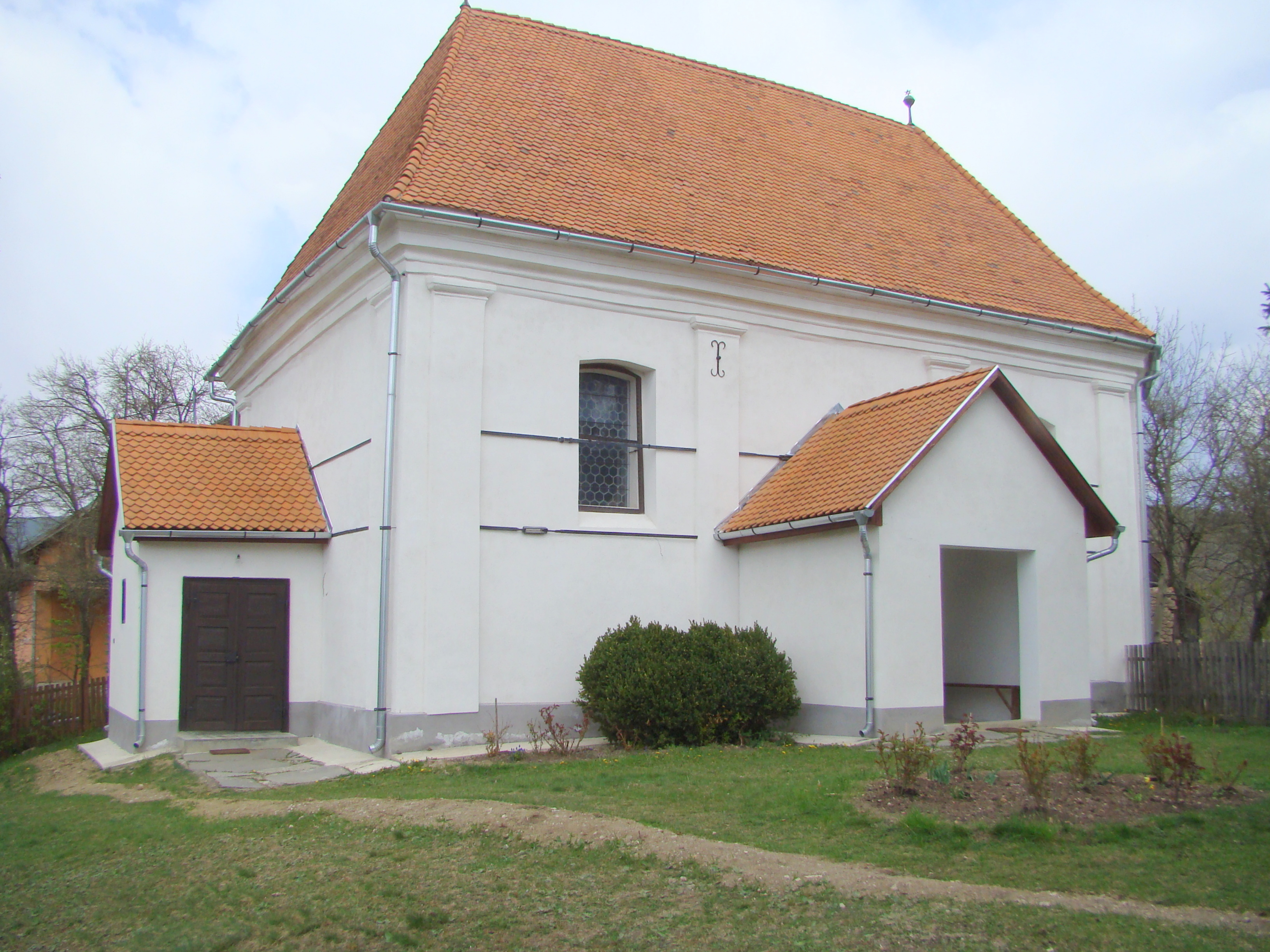
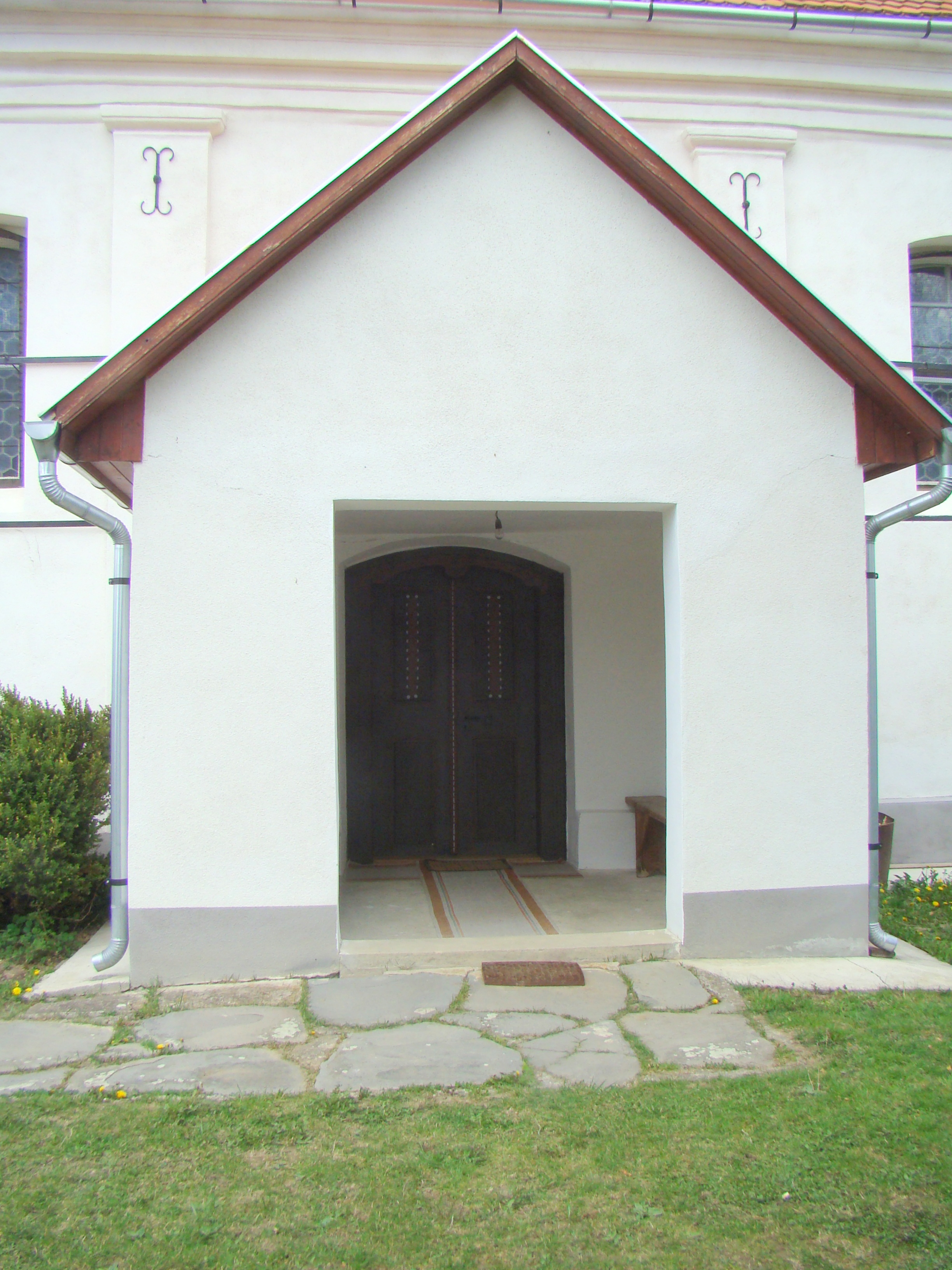
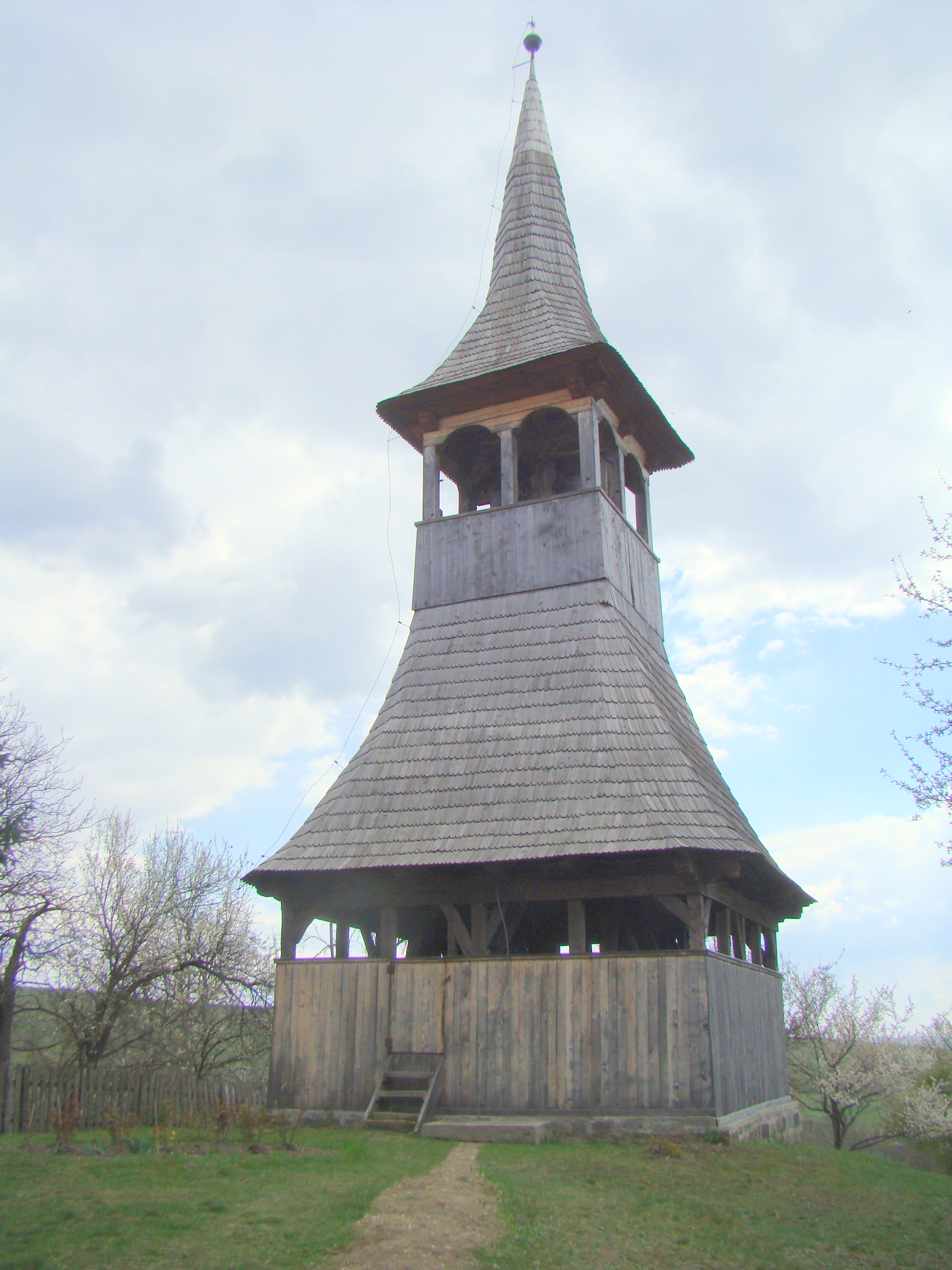
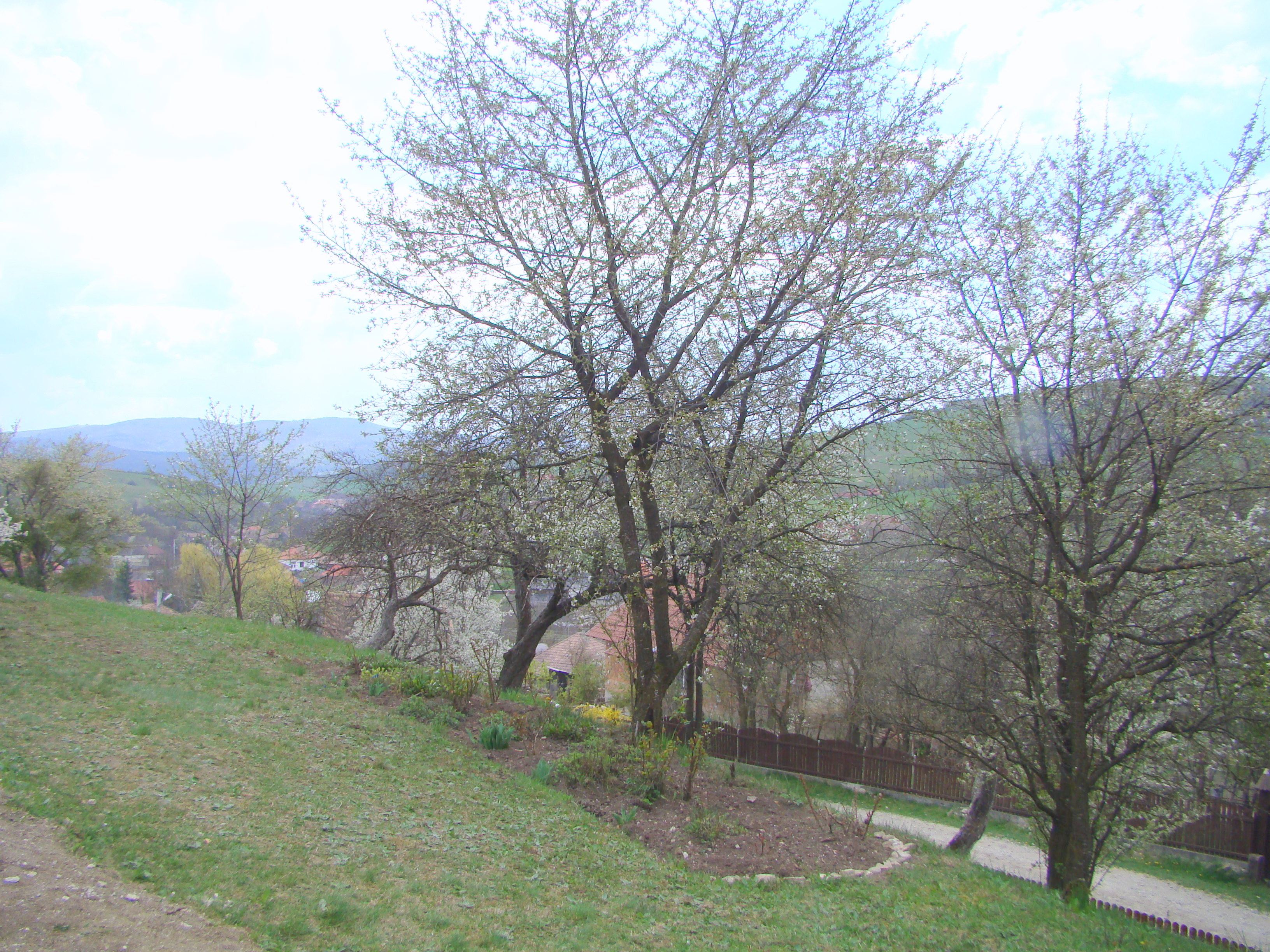
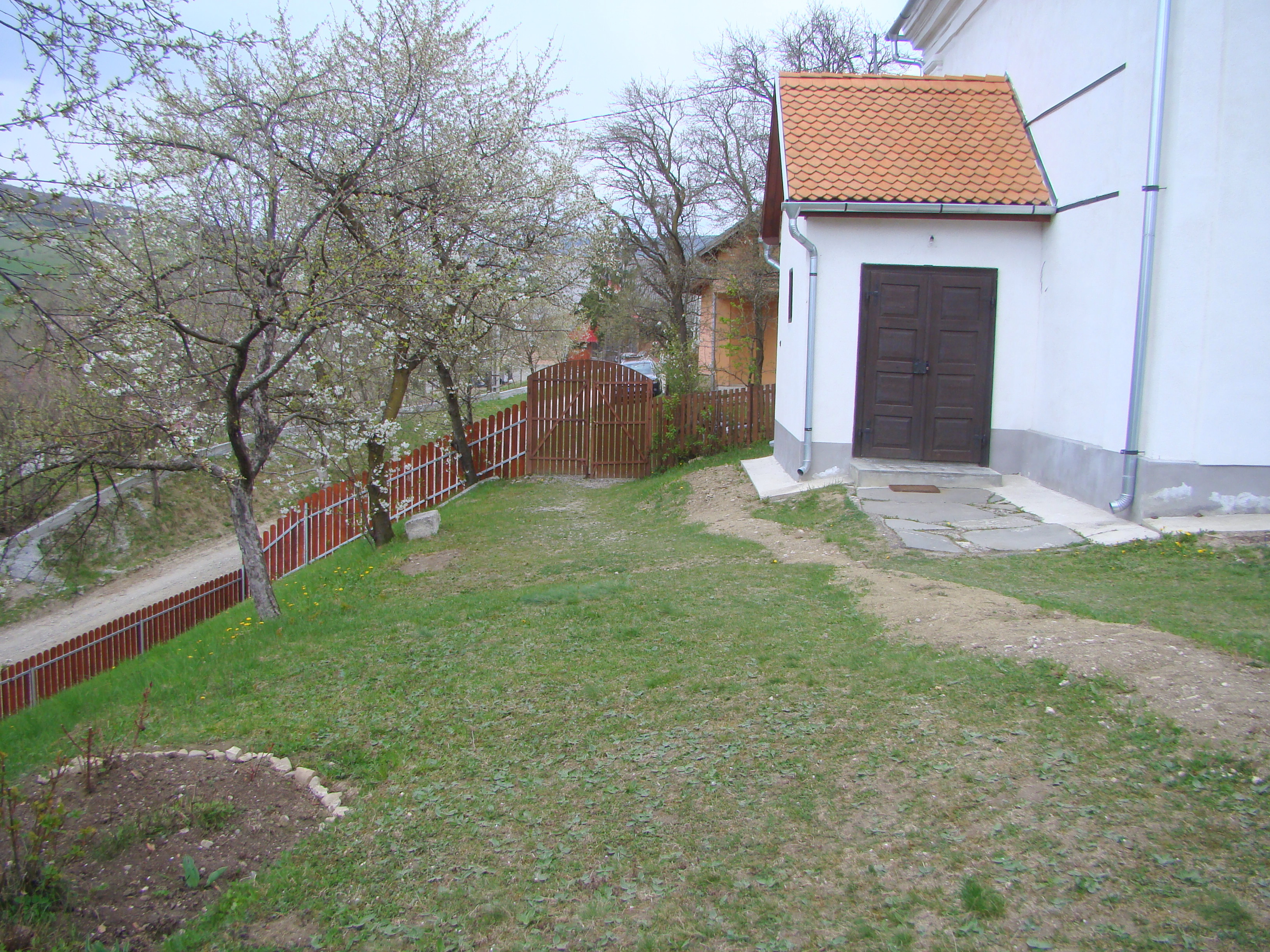
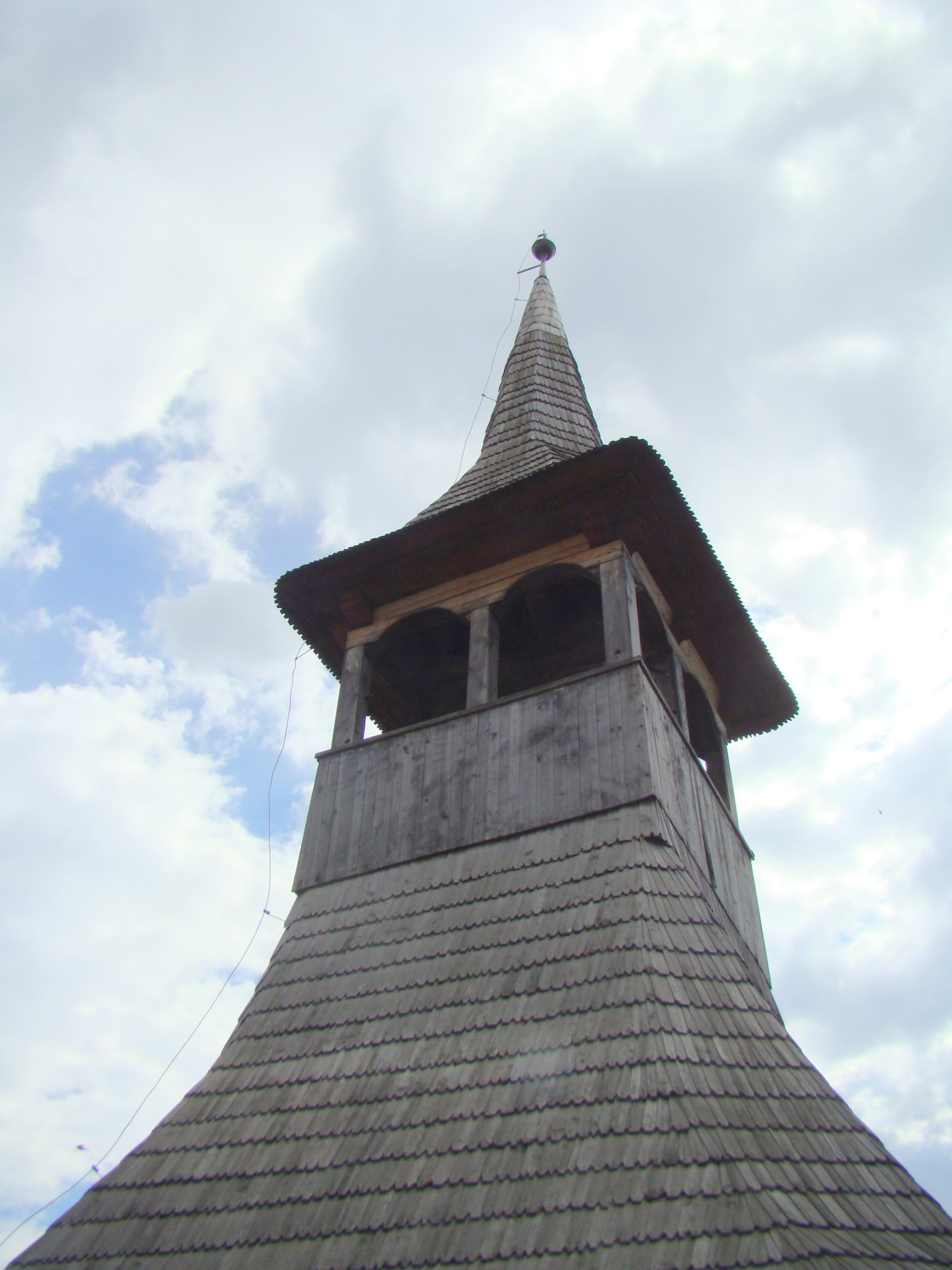
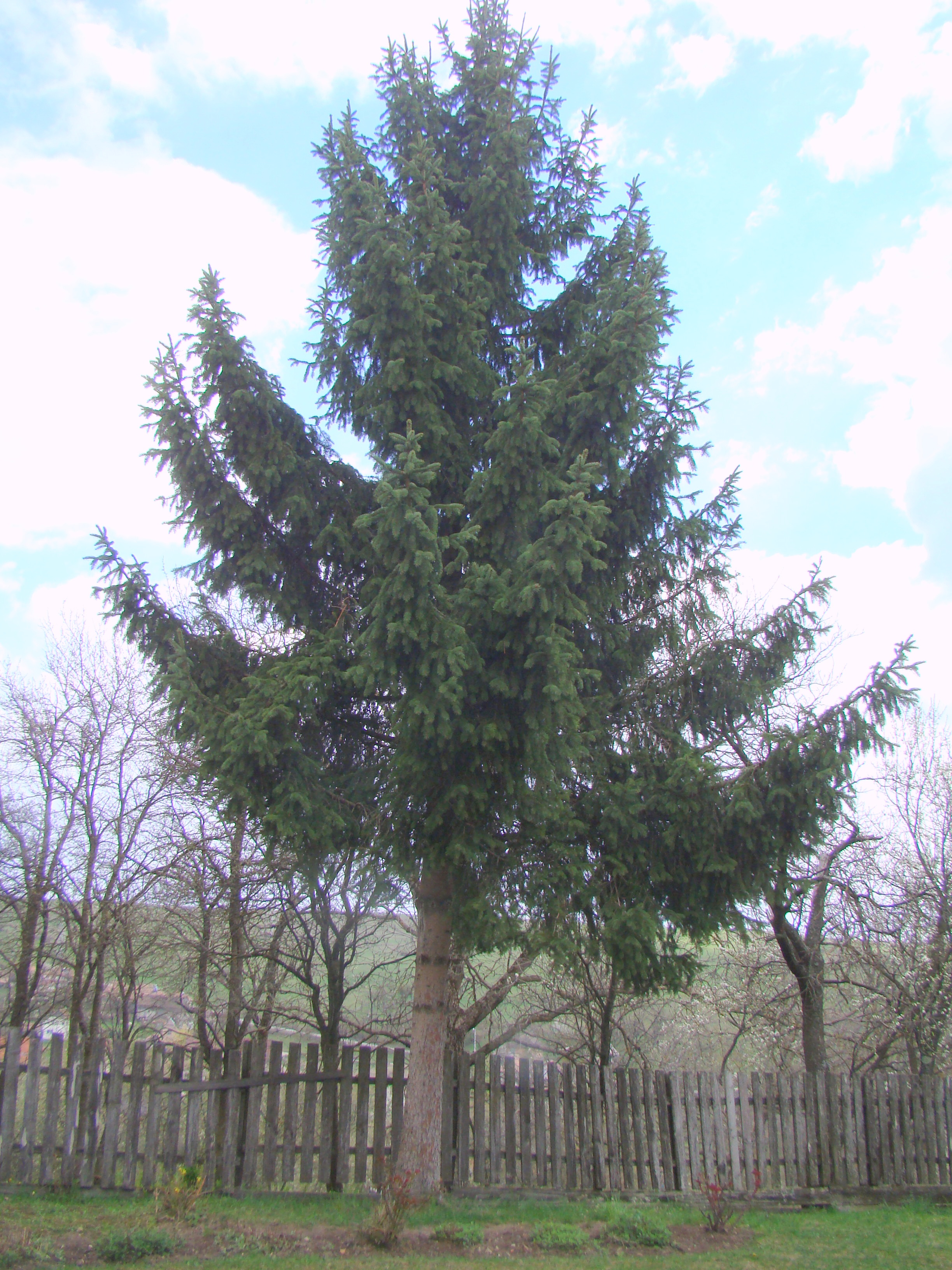

## Imagini din interior

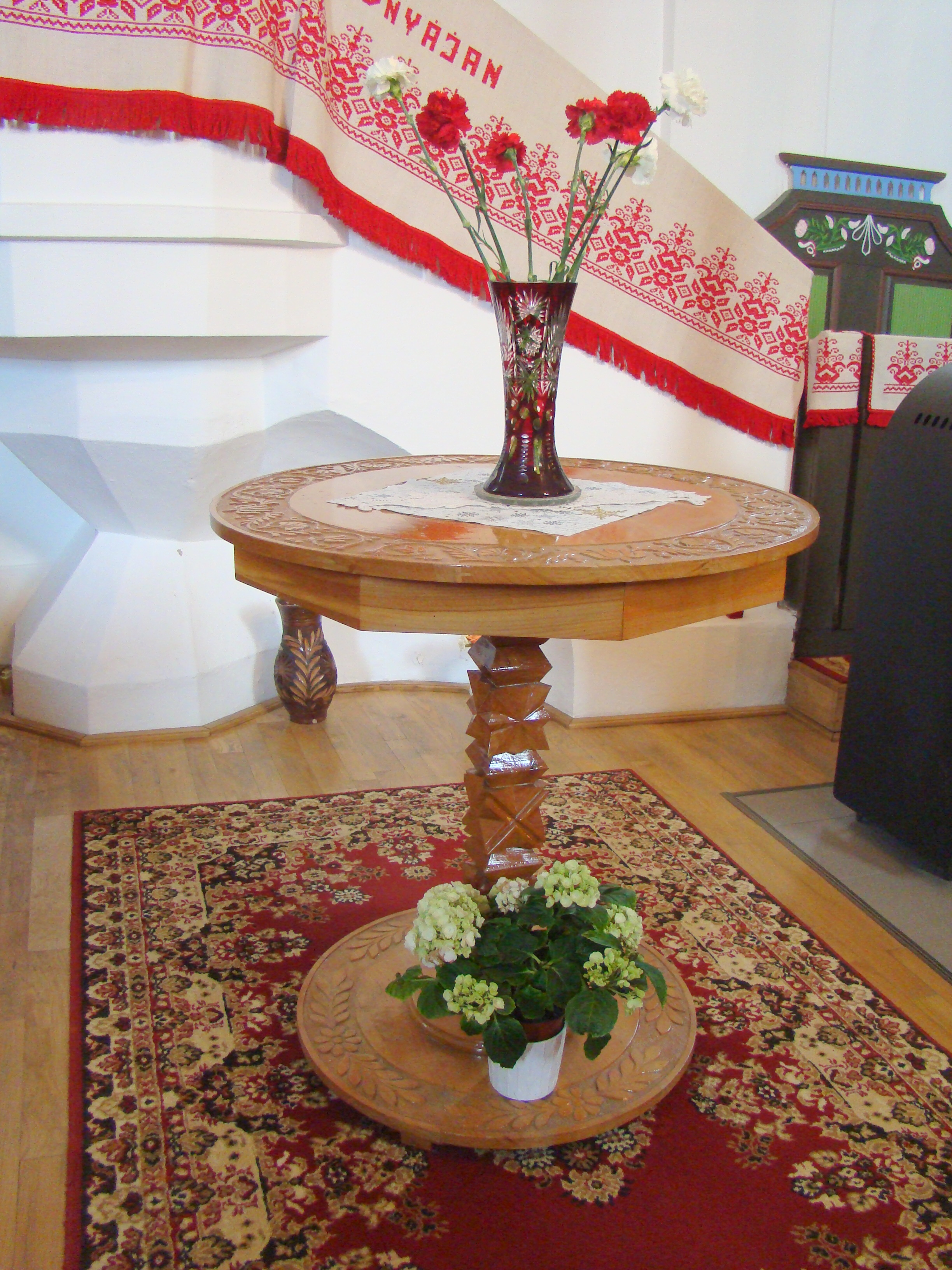
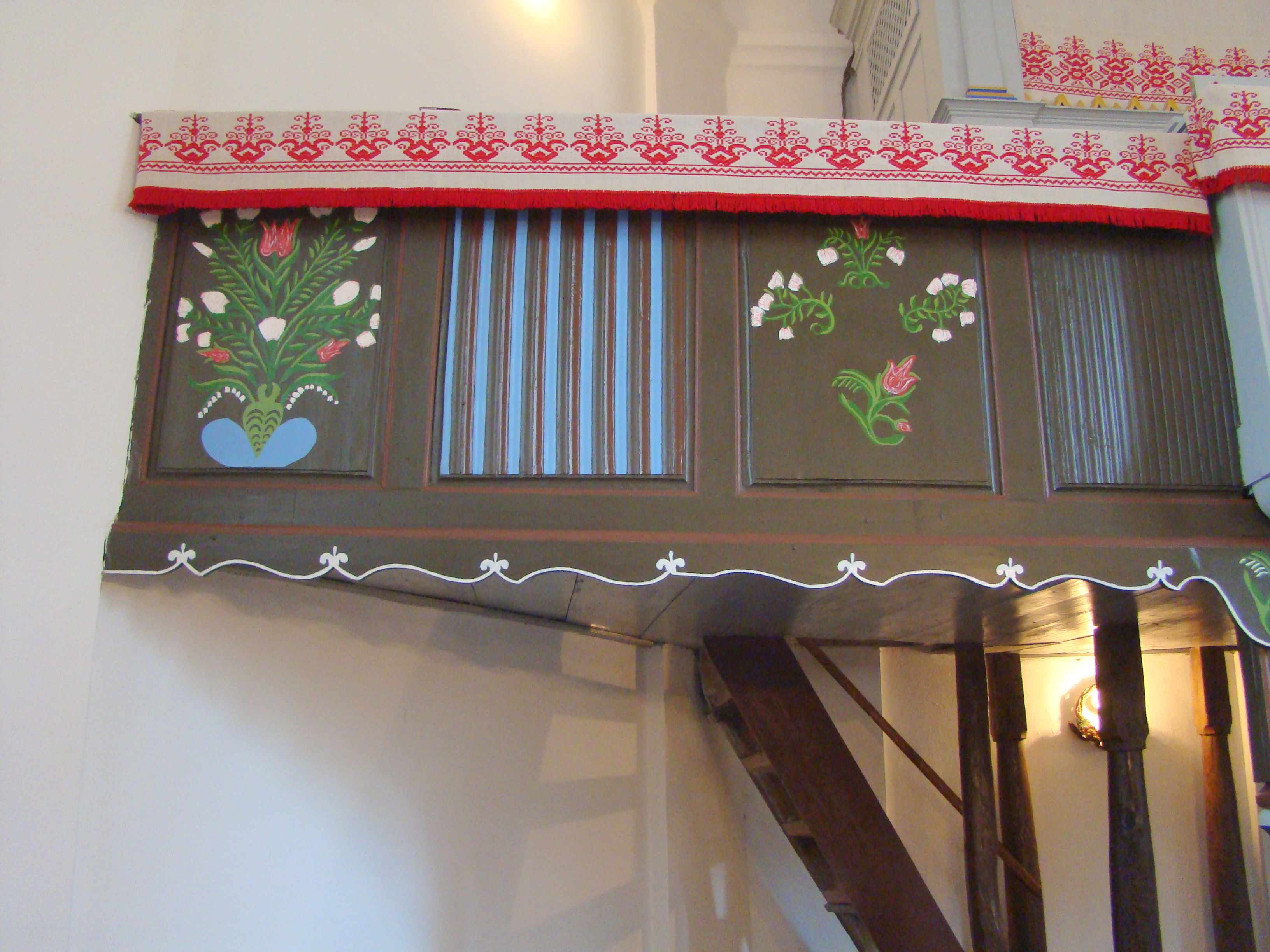
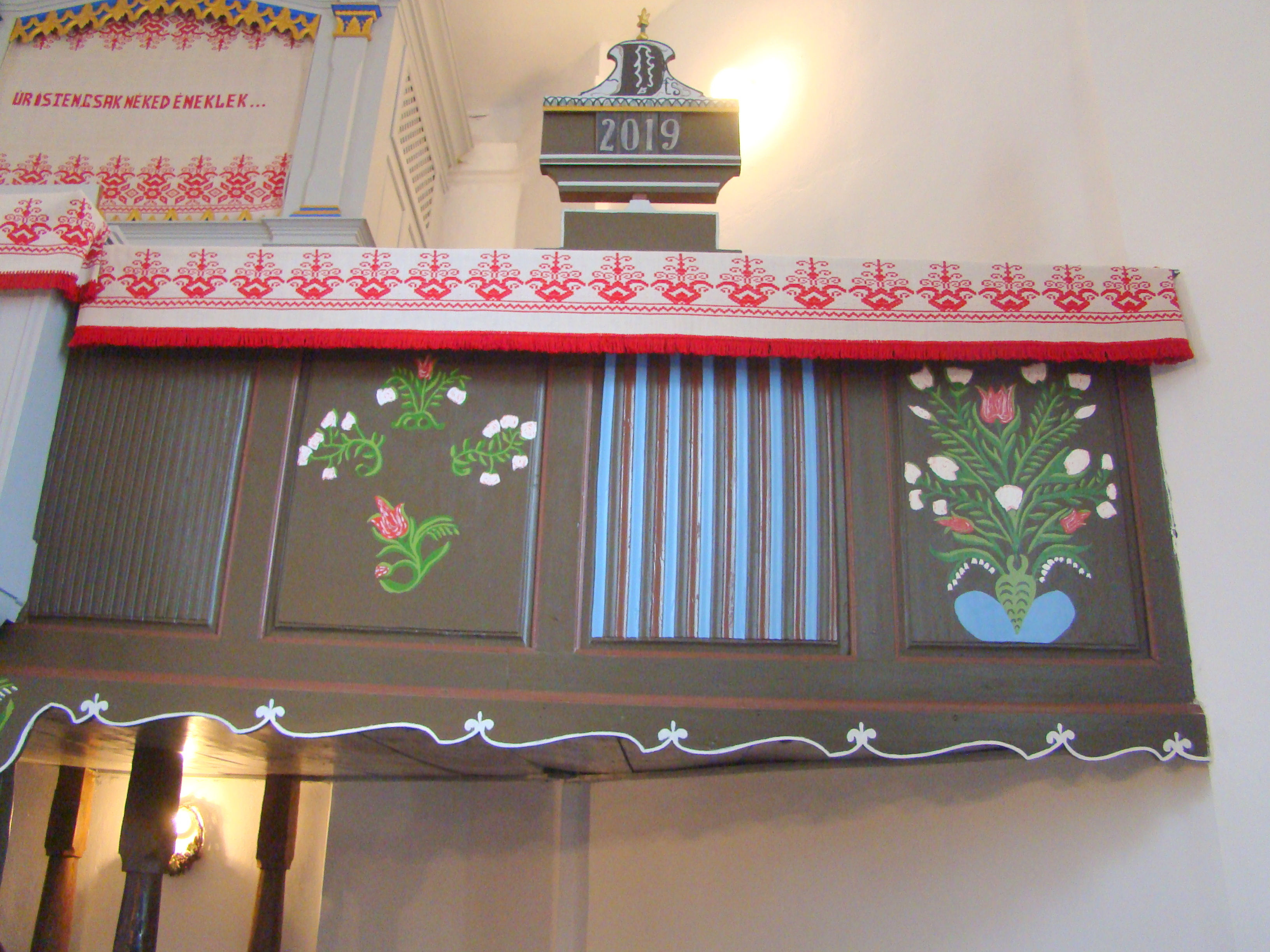
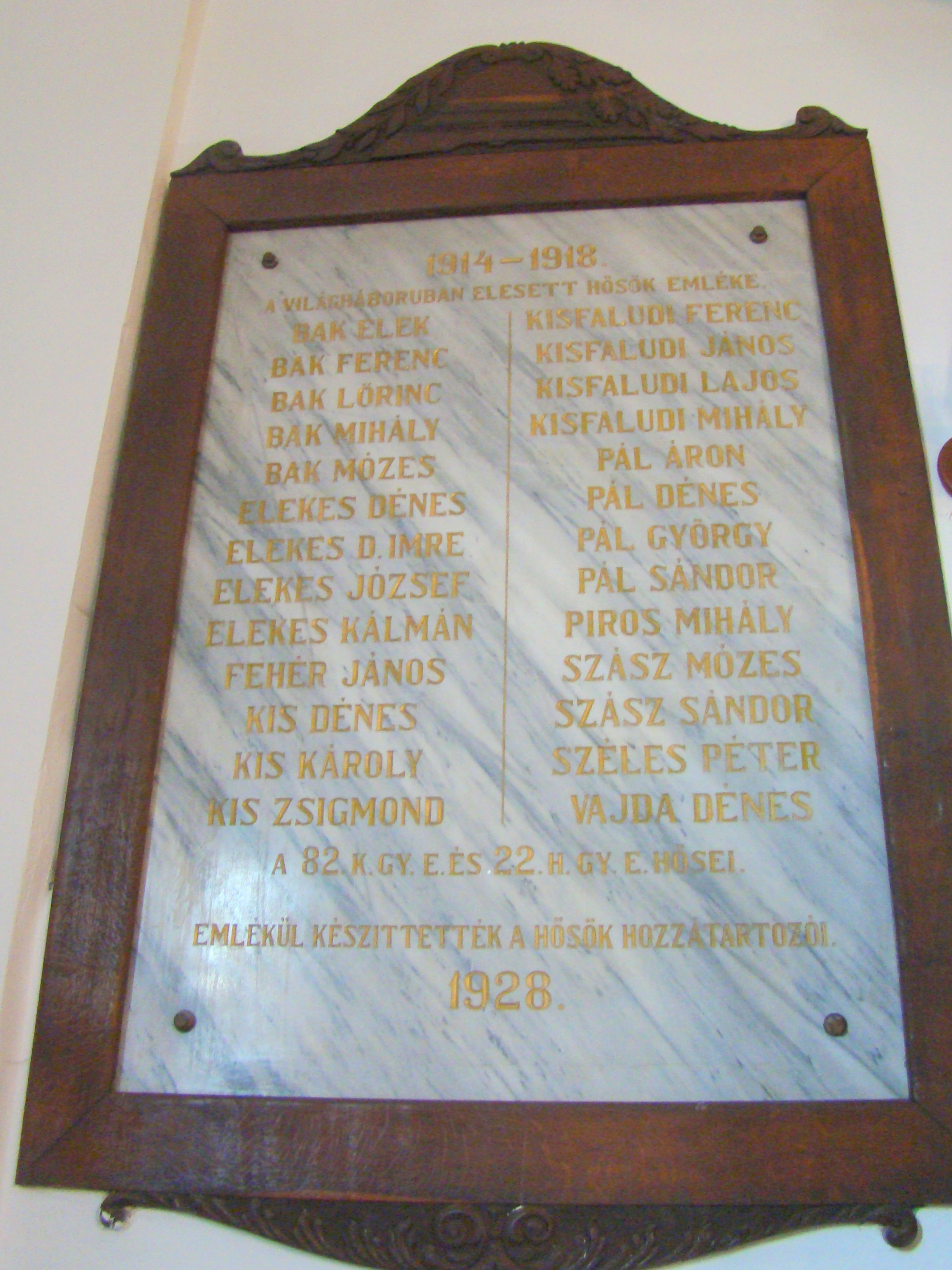
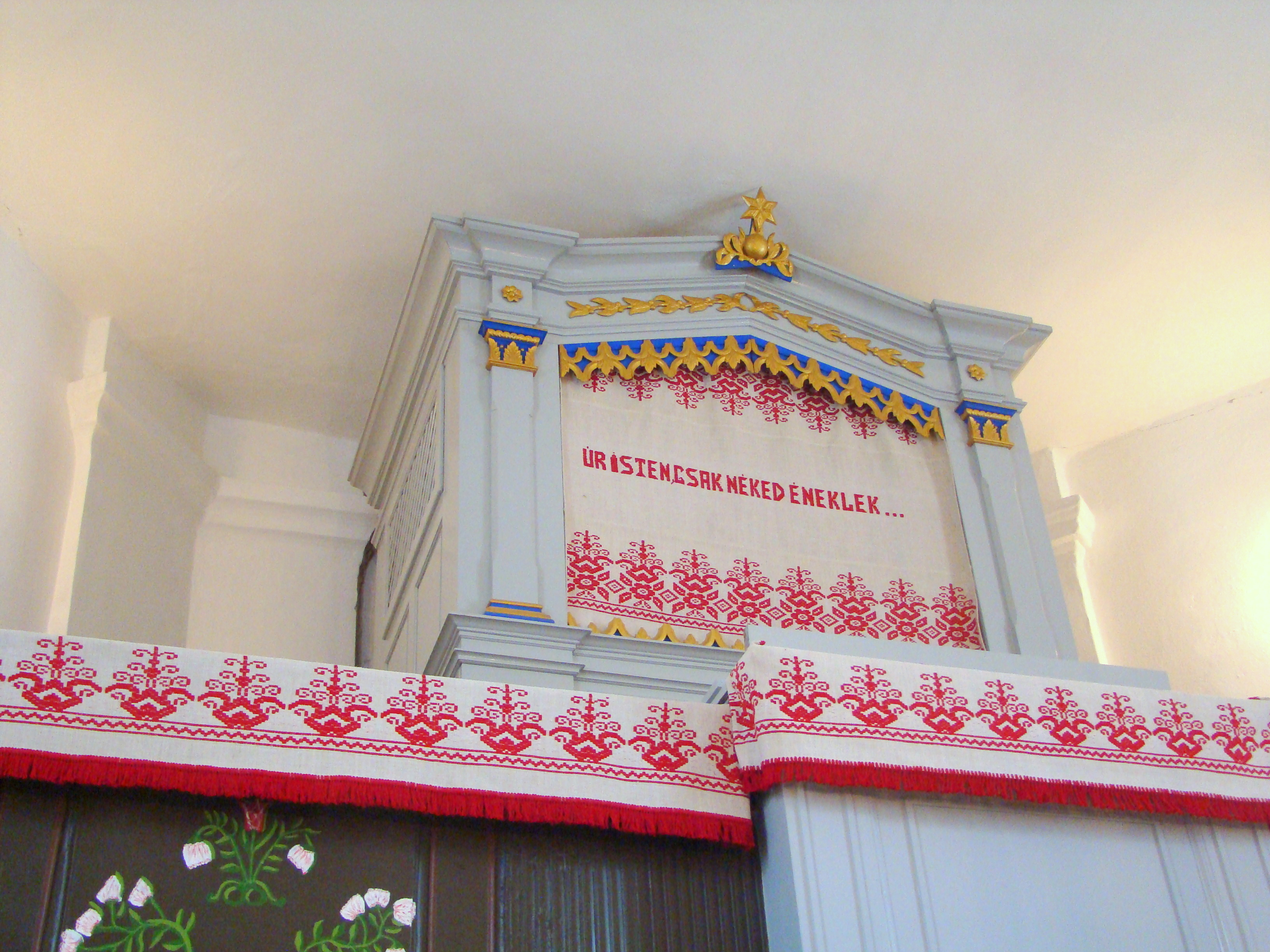
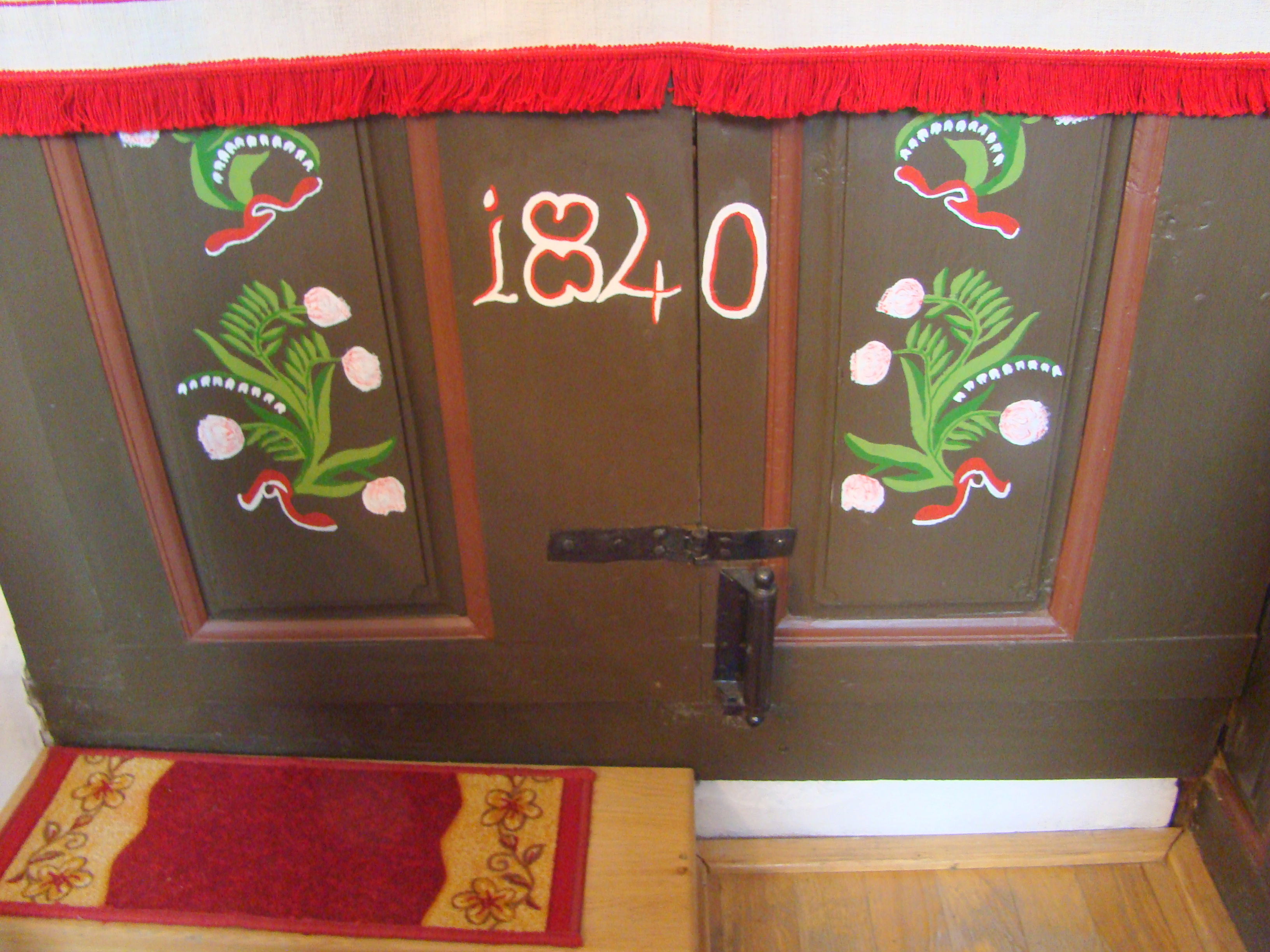
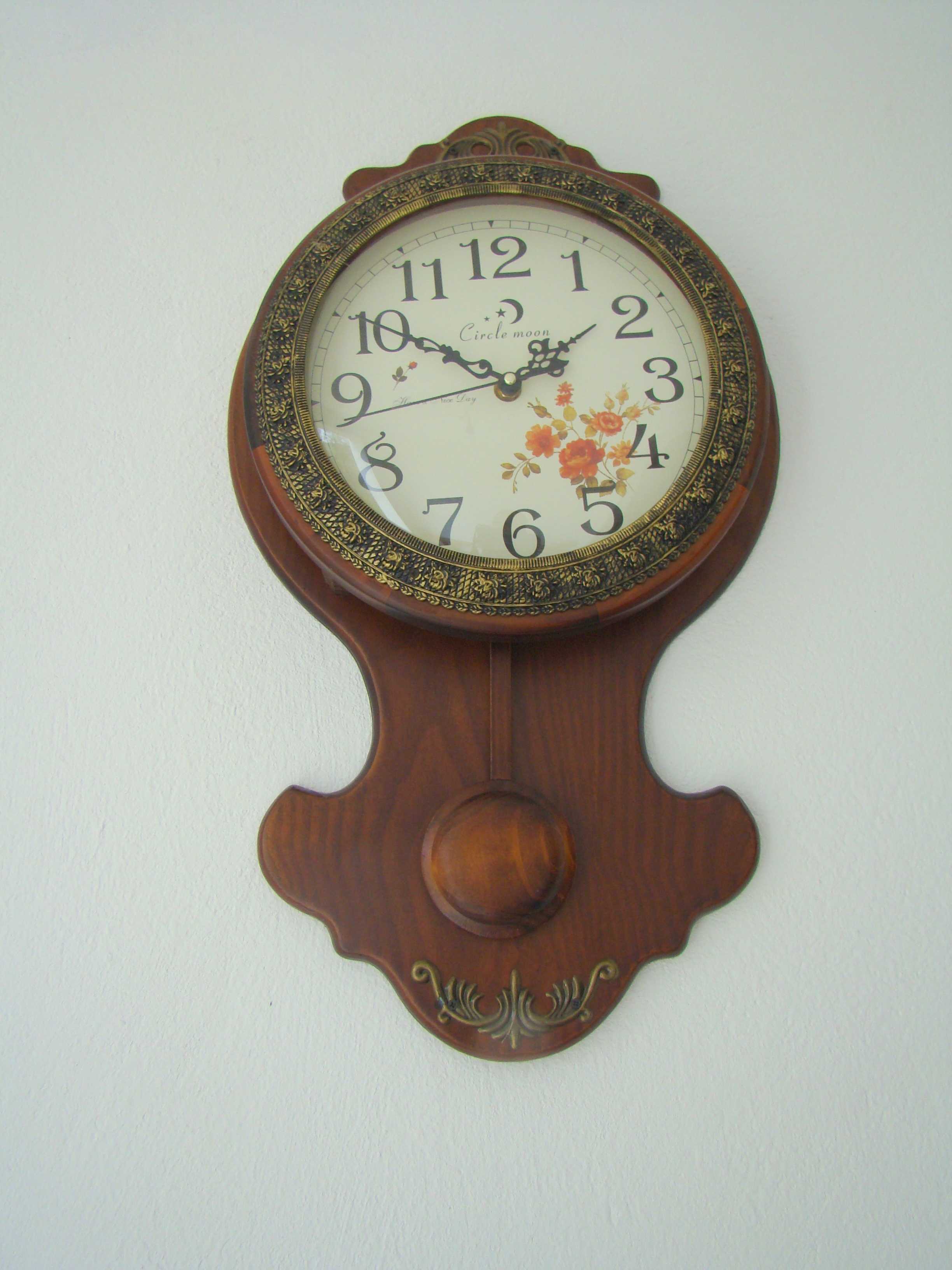
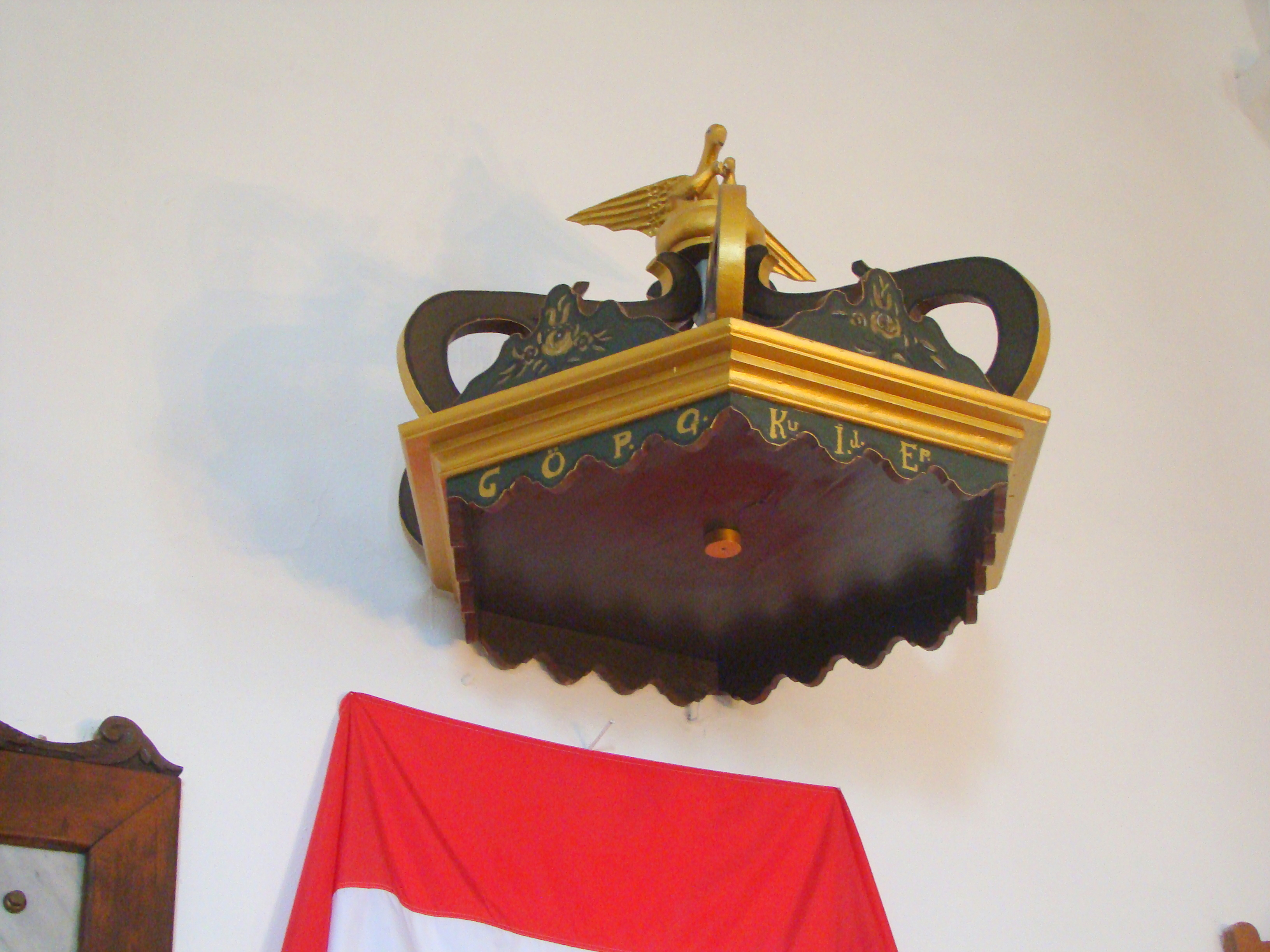
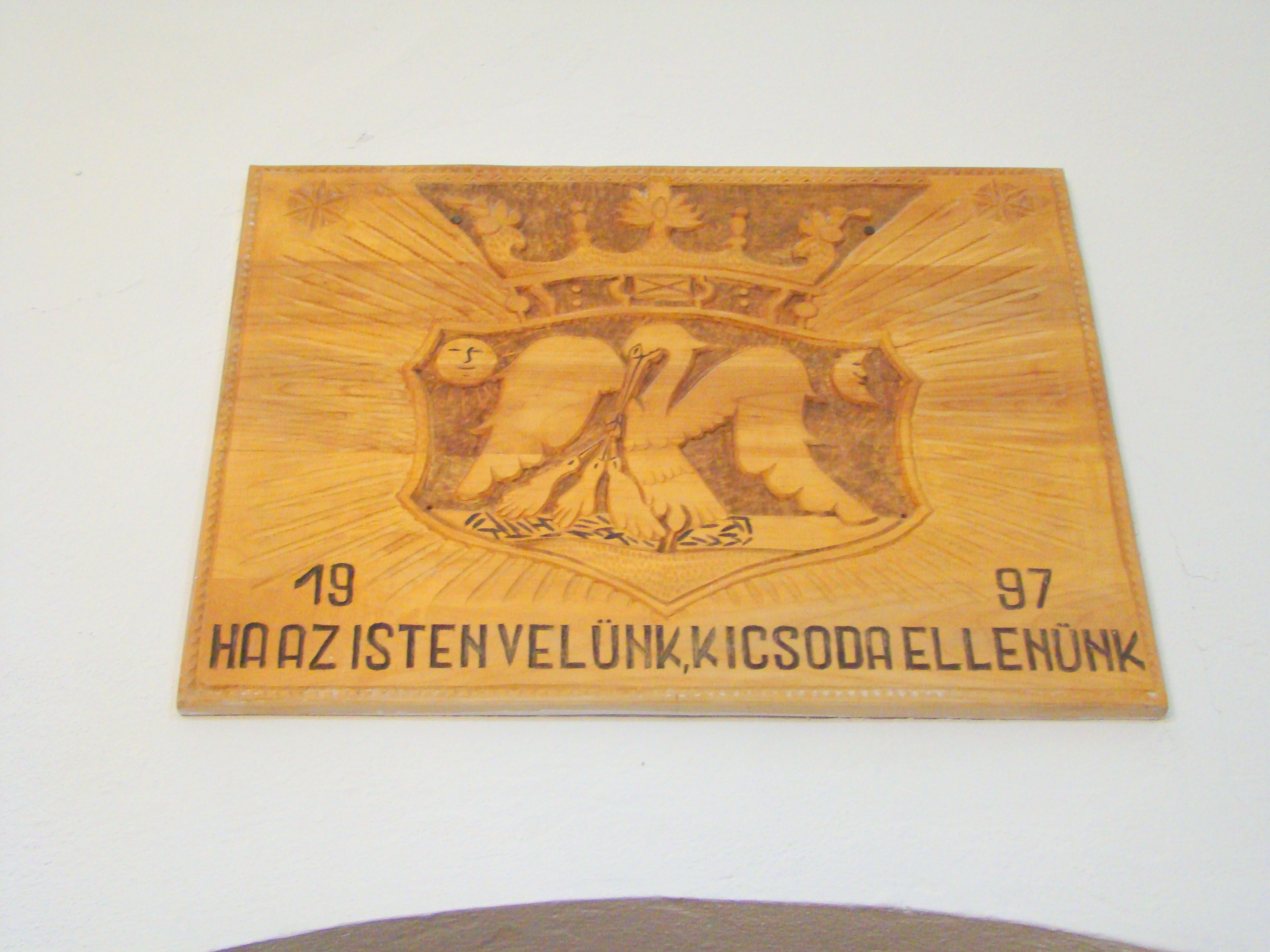
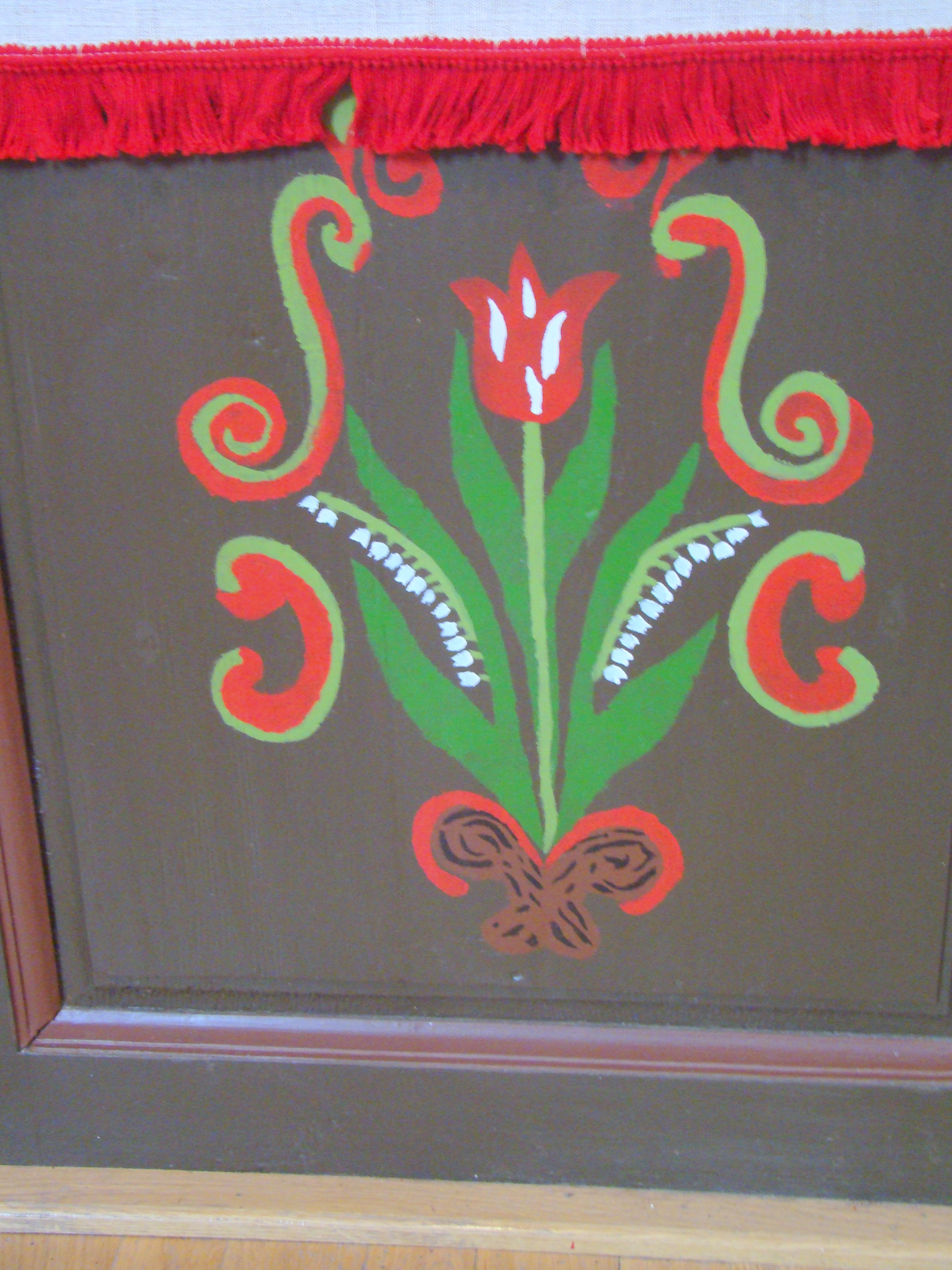
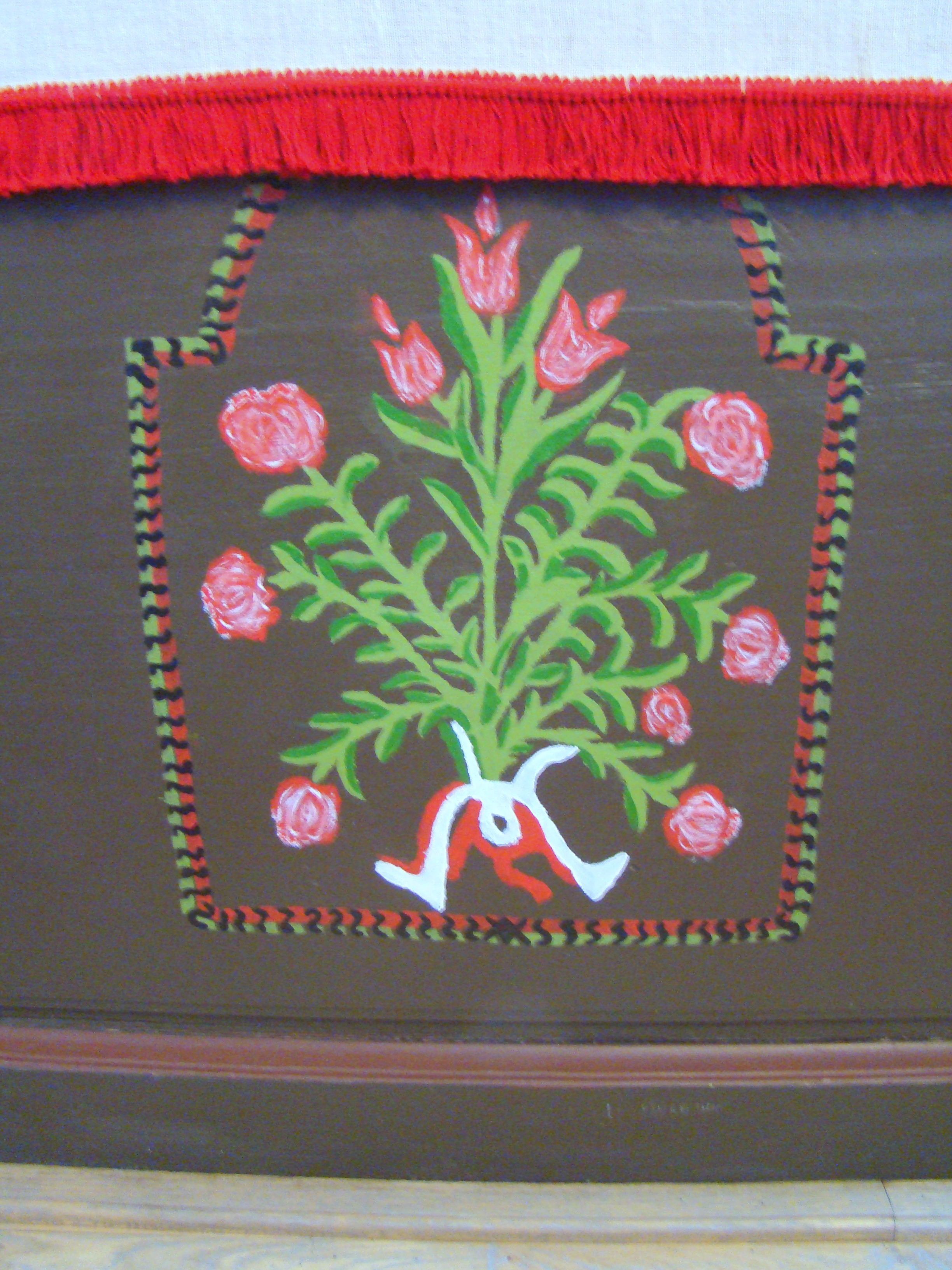
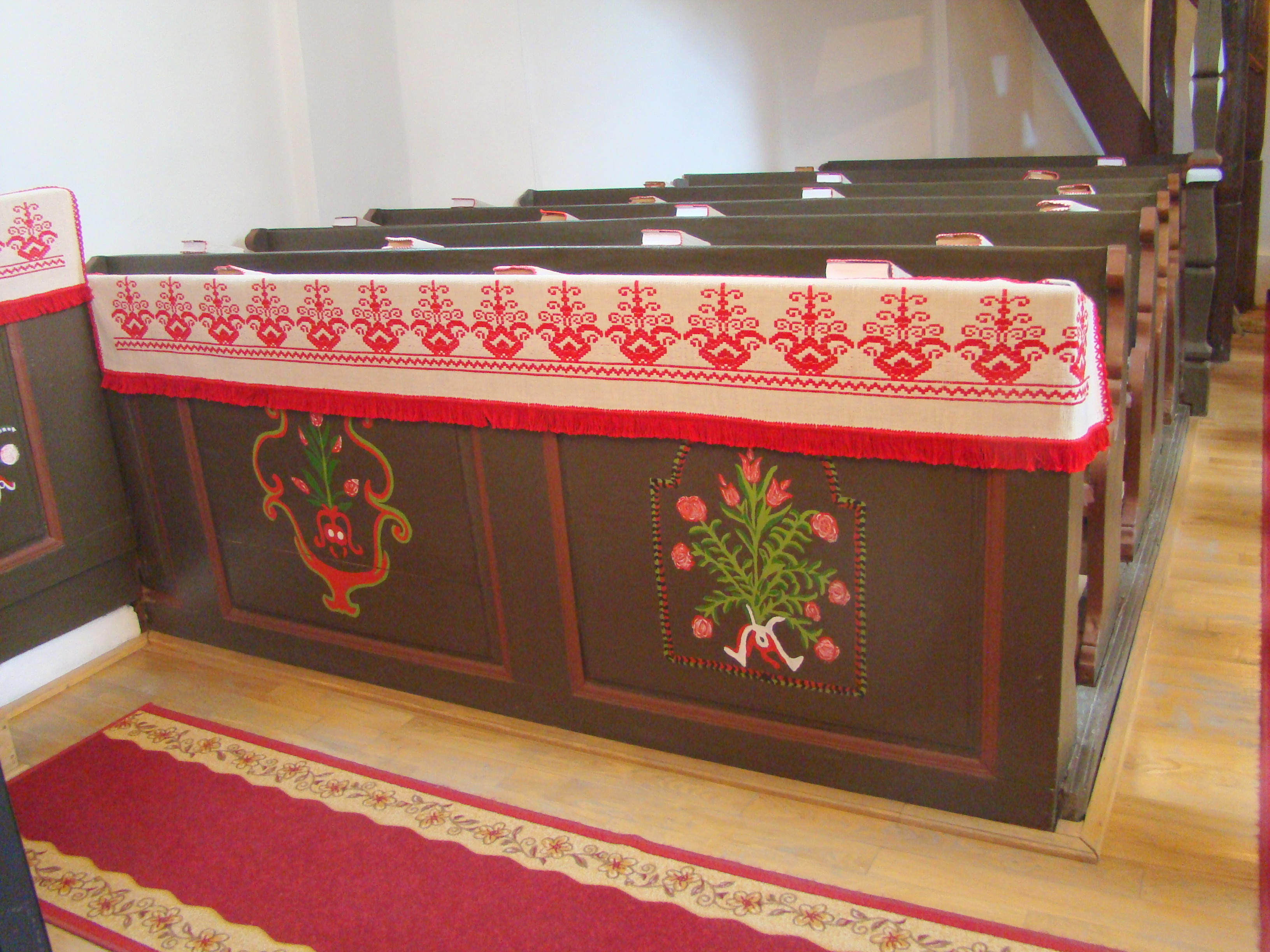
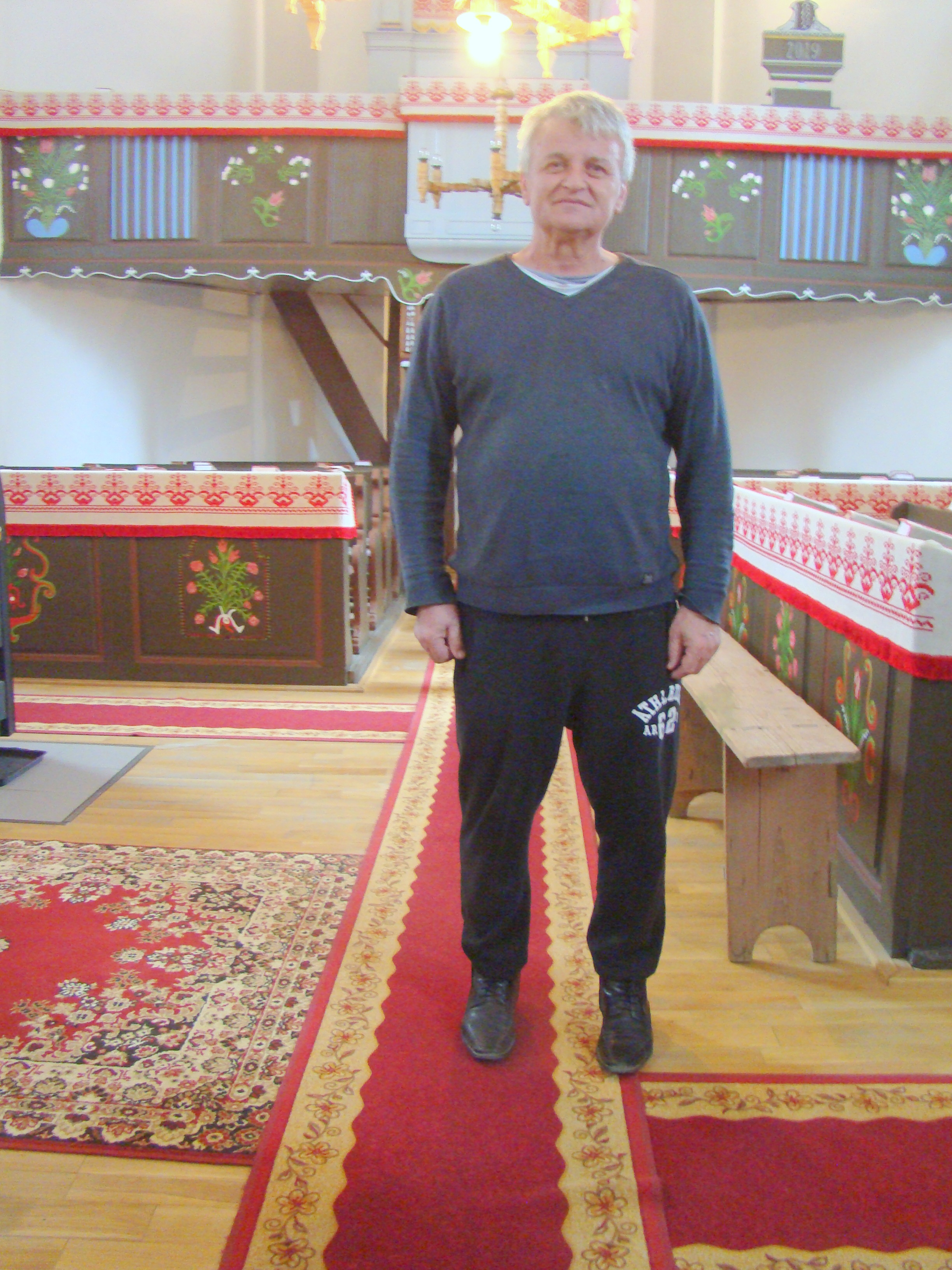
Pastorul reformat din parohia Păltiniș și filia Satu Mic: Sándor Gilyén
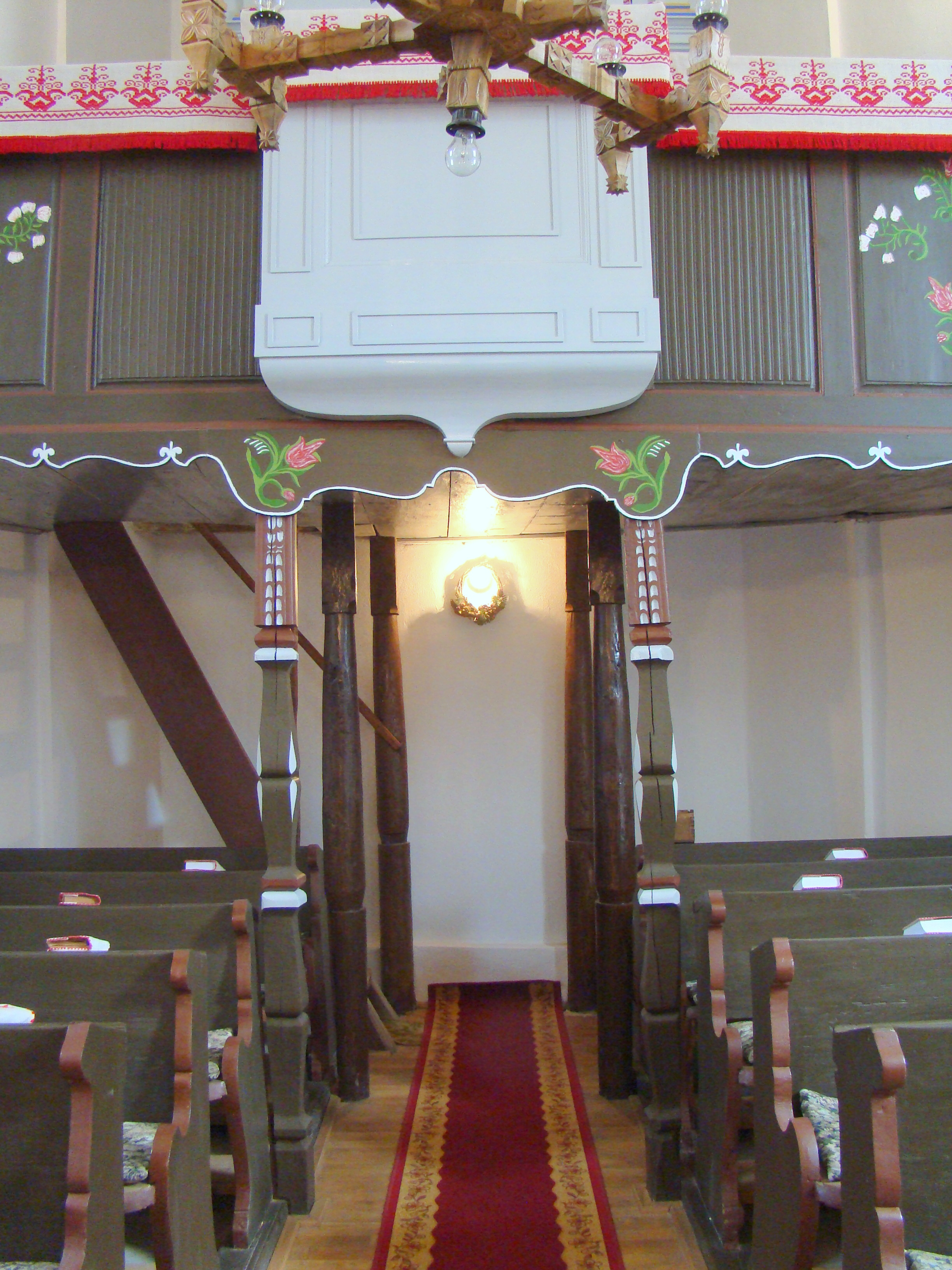
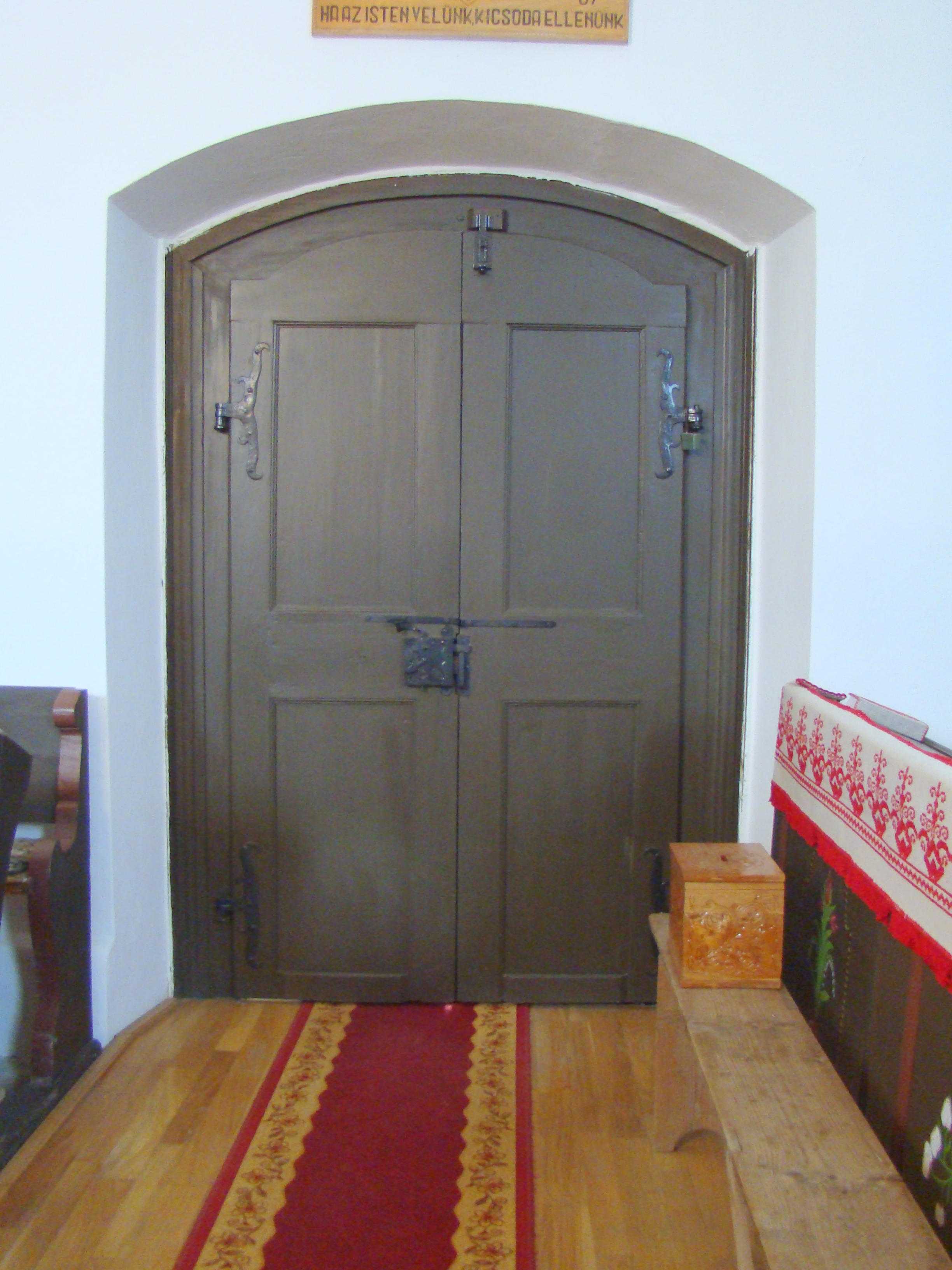
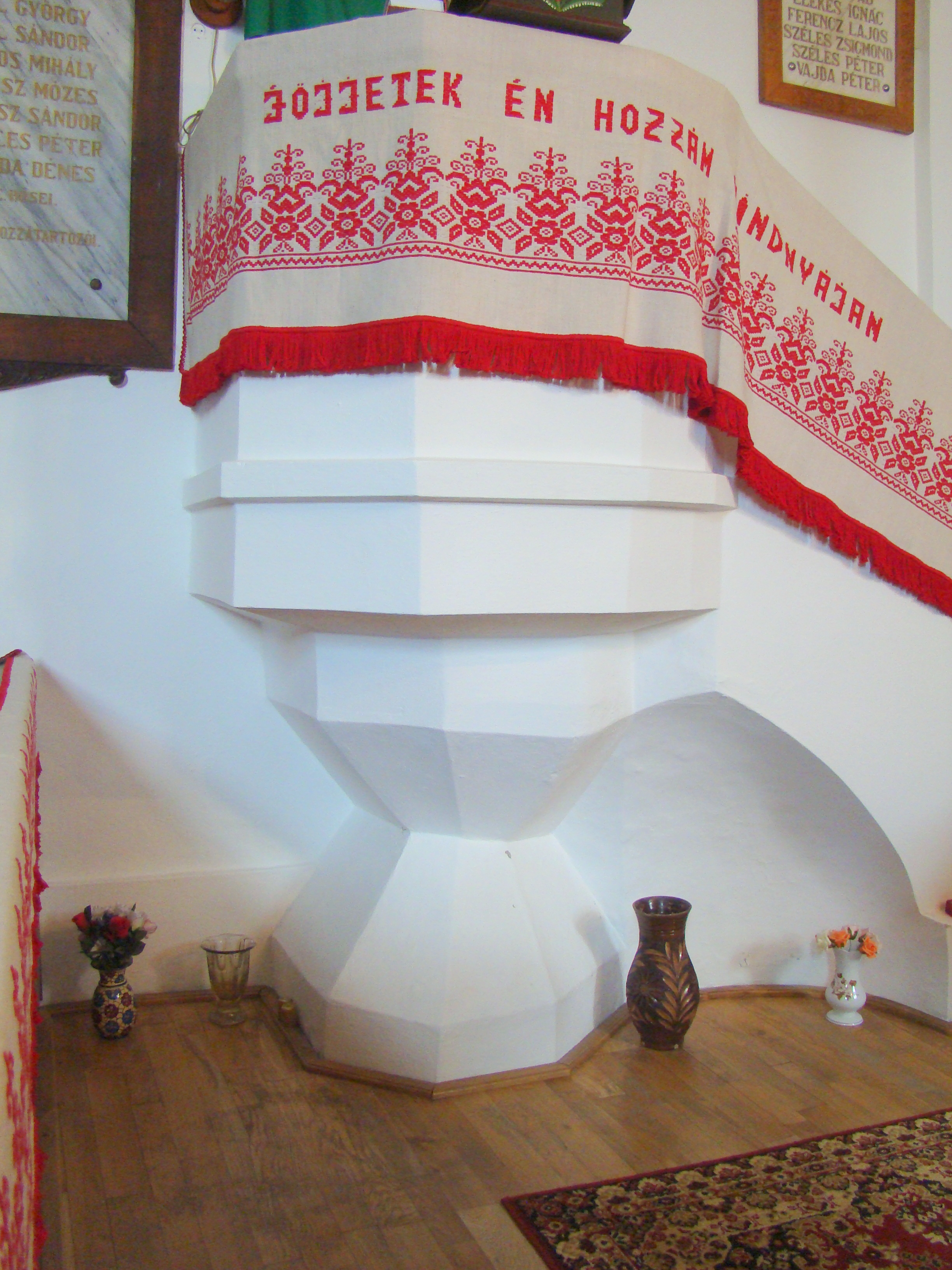
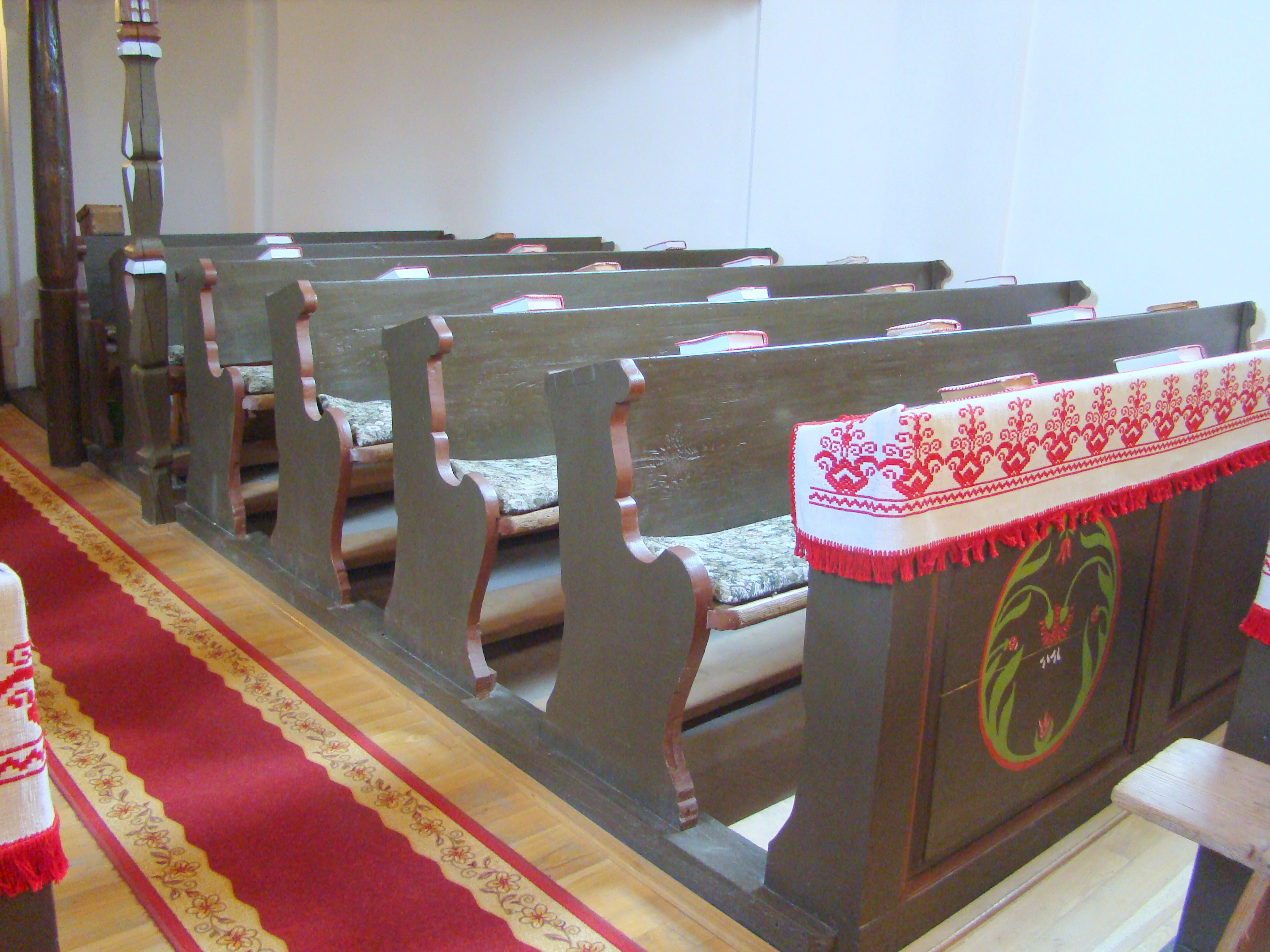
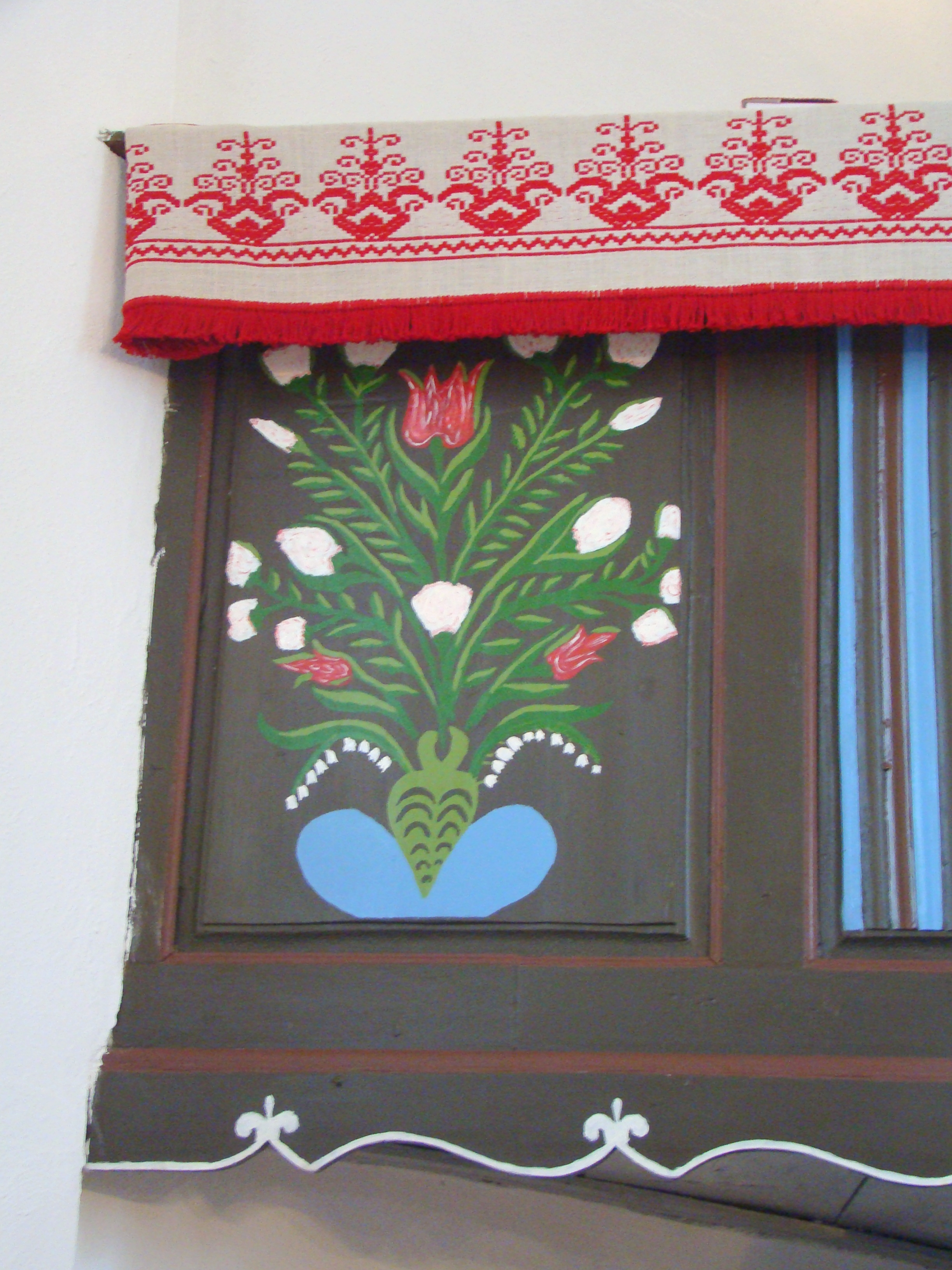
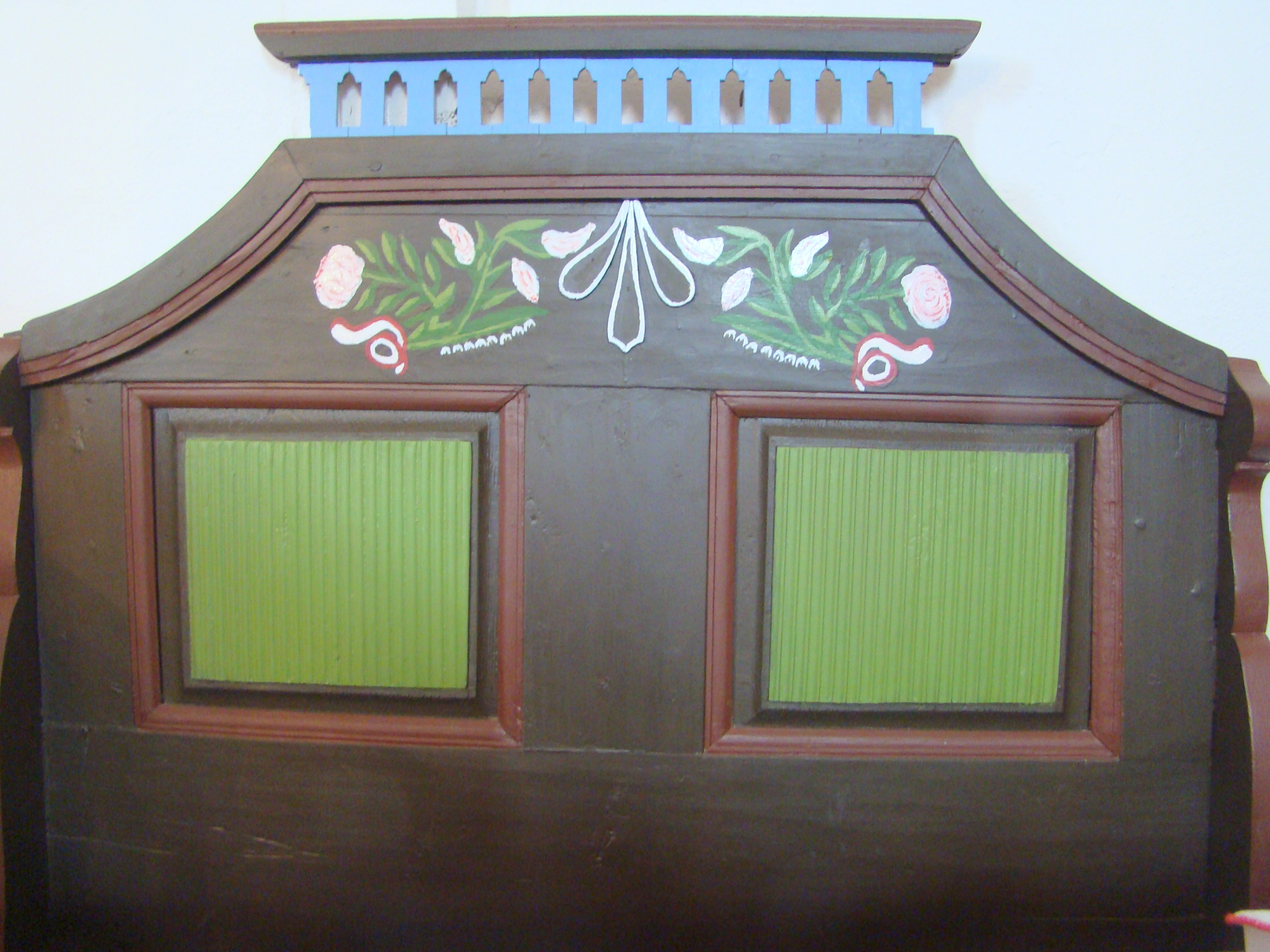
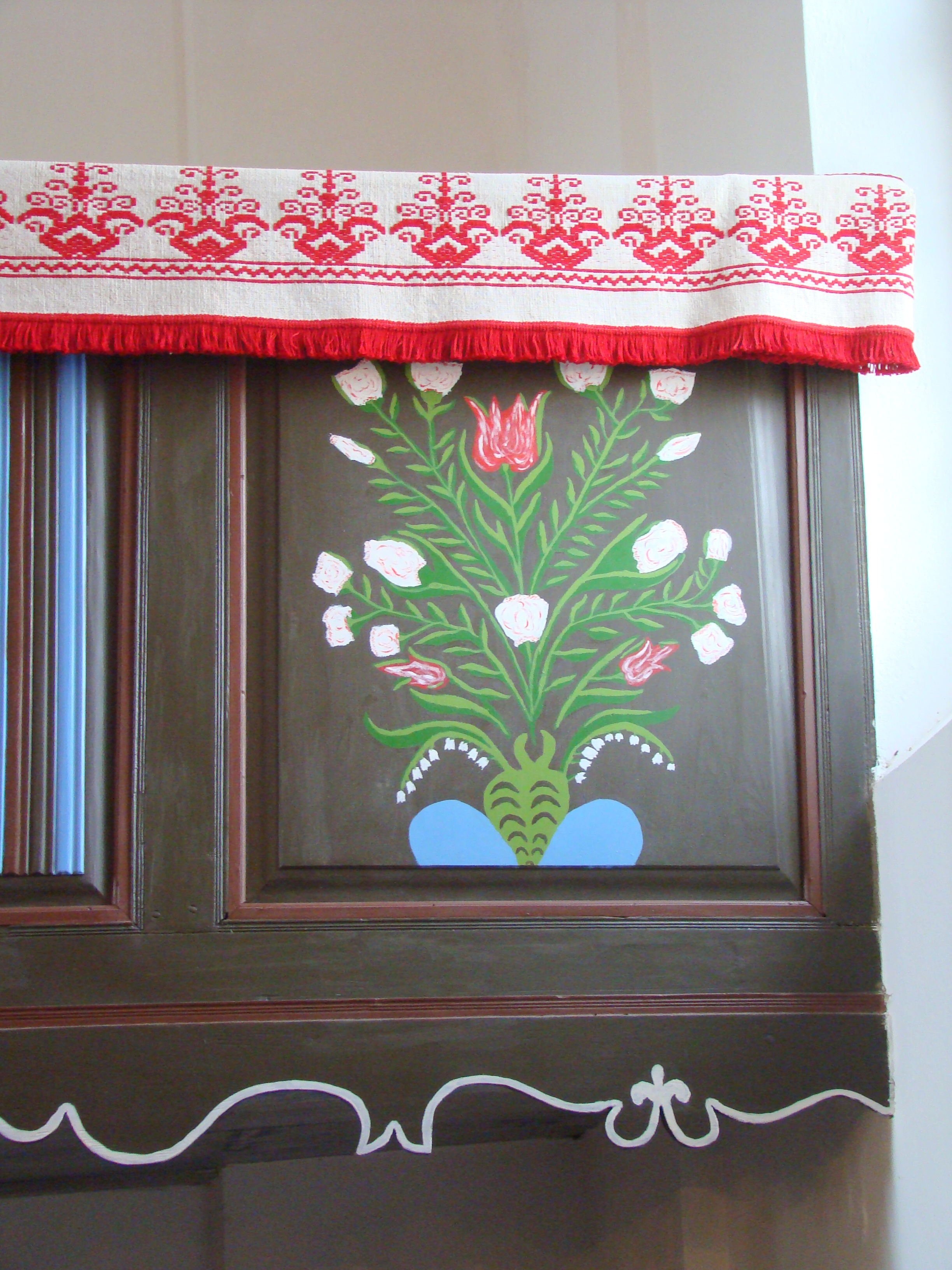